# Az Amerikai Egyesült Államok vasúti közlekedésének története

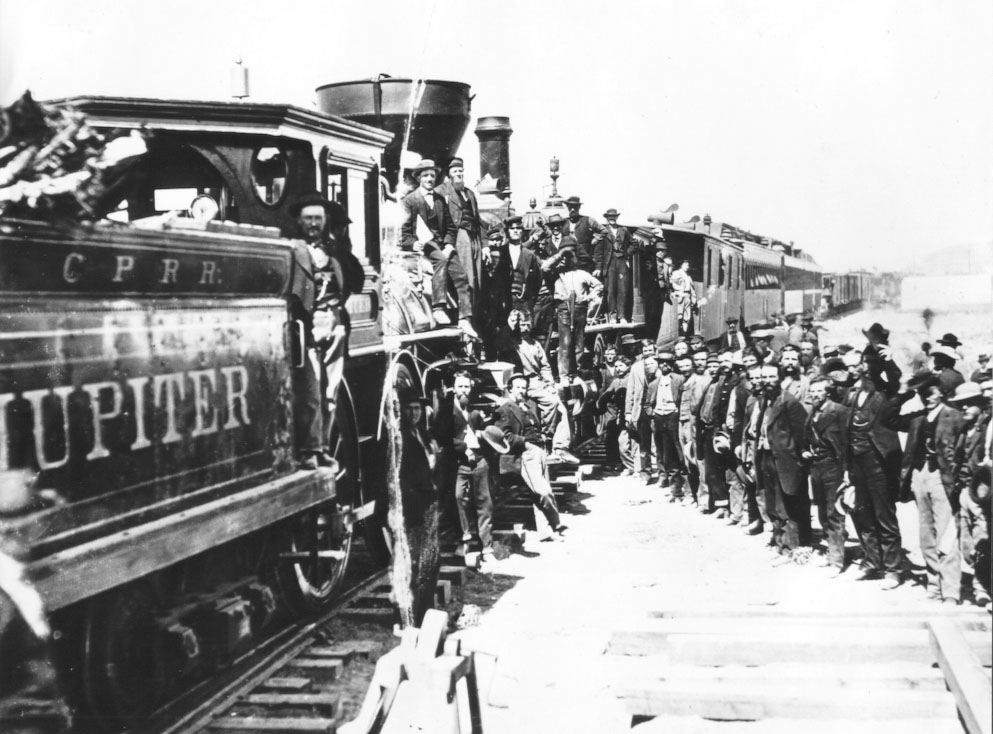
Az első transzkontinentális vasútvonal befejezése

Az Amerikai Egyesült Államokban az 1720-as évektől kezdve építettek fából készült vasutakat, úgynevezett wagonwayeket. A beszámolók szerint 1720-ban az új-franciaországi (ma Kanada) Louisburgban (Új-Skócia) lévő francia erőd építésénél is használtak vasutat. 1762 és 1764 között, a francia és indián háború (1756-1763) végén a Montresor's Tramway nevű gravitációs vasutat (gépesített villamosvasút) brit katonai mérnökök építették fel a meredek folyóparti terepen, a Niagara folyó vízesés lejtőjének közelében, a Niagara Portage-nál (amelyet a helyi szenecák „Négykézláb”-nak neveztek) a New York állambeli Lewistonban.
A vasutak nagy szerepet játszottak az Egyesült Államok fejlődésében az északkeleti ipari forradalomtól (1810-1850) a nyugati területek benépesítéséig (1850-1890). Az amerikai vasútmánia az ország első személy- és teherszállító vasúttársaságának, a Baltimore and Ohio Railroadnak az 1827-es megalapításával és az "első alapkőletétel" ünnepségével és a hosszú építkezés kezdetével kezdődött. A következő évben, 1828-ban a sínek az Appalache-hegység keleti láncának akadályain át nyugat felé vezettek, és a következő 45 évben folyamatos vasútépítési projektekkel virágzott az iparág, amíg az 1873-as pénzügyi pánik, majd a nagy gazdasági depresszió számos vállalatot csődbe nem vitt, és átmenetileg megakasztotta és véget nem vetett a növekedésnek.
Bár a polgárháború előtti Dél korán elkezdte a vasútépítést, ez a gyapotvidékeket az óceáni vagy folyami kikötőkkel összekötő rövid vonalakra koncentrálódott, és az összekapcsolt hálózat hiánya komoly hátrányt jelentett a polgárháború (1861-1865) idején. Észak és a középnyugat még a háború előtt, 1860-ra minden várost összekötő hálózatot épített ki. A sűrűn lakott középnyugati kukoricaövezetben a gazdaságok több mint 80 százaléka 5 mérföld (8 km) távolságon belül volt egy vasúttól, ami megkönnyítette a gabona, a sertés és a szarvasmarha szállítását a nemzeti és nemzetközi piacokra. Számos rövid vonal épült, de a Wall Streetre épülő, gyorsan fejlődő és a vasúti kötvényekre orientált pénzügyi rendszer miatt 1890-re a legtöbbet 20 fővonallá tömörítették. Az állami és helyi önkormányzatok gyakran támogatták a vonalakat, de ritkán voltak a tulajdonukban.
A rendszer 1910-re nagyrészt kiépült, de aztán megérkeztek a teherautók, hogy átvegyék a teherforgalmat, és az autók (és később a repülőgépek), hogy az utasforgalmat is megszerezzék. 1940 után a dízel-villamos mozdonyok használata sokkal hatékonyabb üzemeltetést tett lehetővé, ami kevesebb munkást igényelt az vasutakon és a javítóműhelyekben.
Csődök és konszolidációk sorozata következtében a vasúti rendszer az 1980-as évekre néhány nagyvállalat kezében maradt. A távolsági személyszállítás 1971-ben szinte teljes egészében az Amtrakhoz került, amely állami tulajdonban van. Néhány nagyváros, köztük New York City, Chicago, Boston, Philadelphia, Baltimore és Washington, D.C. közelében az ingázók továbbra is a vasúti szolgáltatásokra támaszkodnak. A számítógépesítés és a jobb berendezések folyamatosan csökkentették a foglalkoztatást, amely 1920-ban 2,1 millió fővel tetőzött, 1950-ben 1,2 millióra, 2010-ben pedig 215 000 főre csökkent. Az útvonal kilométerszáma 1916-ban 254 251 mérfölddel (409 177 km) érte el a csúcsot, majd 2011-re 139 679 mérföldre (224 792 km) csökkent.
A tehervasutak továbbra is fontos szerepet játszanak az Egyesült Államok gazdaságában, különösen a konténereket használó import és export, valamint a szén- és 2010 óta az olaj szállításában. A The Economist című brit hírmagazin szerint "az iparágban általánosan elismertek, mint a világ legjobbjai."  A termelékenység 1981 és 2000 között 172%-kal nőtt, míg a tarifák 55%-kal emelkedtek (az infláció figyelembevétele után). A vasút részesedése az amerikai árufuvarozási piacon 43%-ra nőtt, ami a legmagasabb arány bármelyik gazdag ország esetében.

## Kronológiai előzmények

### Korai időszak (1720-1825)
A beszámolók szerint 1720-ban az Új-Skóciai Louisburg francia erődjének építésénél vasutat használtak. 1762 és 1764 között, a francia és indián háború végén, a New York állambeli Lewistonban brit katonai mérnökök gravitációs vasutat (gépesített villamosvasút) (Montresor's Tramway) építettek a Niagara folyó vízesés lejtőjének közelében lévő meredek folyóparti terepen a Niagara Portage-nál (amit a helyi szenecák „négykézláb mászásnak” neveztek).

### Korai időszak (1826-1860)

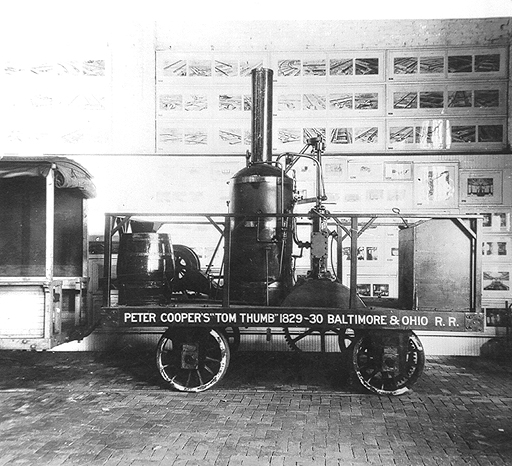
A Tom Thumb gőzmozdony replikája 1927-ből

A Thomas Leiper kereskedő által tervezett és épített, állatokkal hajtott Leiper vasút 1810-ben követte az előző sikeres kísérletet, és a vasút a pennsylvaniai Delaware megyében lévő Crum Creek és Ridley Creek között létesült. A vasút 1829-ig volt használatban, amikor ideiglenesen a Leiper-csatorna váltotta fel, majd 1852-ben újra megnyitották a csatorna helyett. Ez lett a Baltimore and Philadelphia Railroad (a Baltimore and Ohio Railroad része) Crum Creek-i ága 1887-ben. Ez volt az első állandónak szánt vasútvonal, és az első, amely egy közbeeső lezárás után egy közös fuvarozó pályájává fejlődött.
1826-ban Massachusettsben közös teherszállítóként bejegyezték a Quincy's Granite Railway-t, amely elsősorban a Bunker Hill emlékmű építéséhez szükséges gránitot szállította; a működés még abban az évben megkezdődött, és amelynek egy szakasza egészen az 1940-es évekig működött.
Az államok által 1826-ban engedélyezett és a következő években épített egyéb vasutak közé tartozott a Delaware and Hudson Canal Company gravitációs vasútja; valamint a Mohawk and Hudson Railroad, amely az Erie-csatorna kanyarulatában teher- és személyszállítást végzett. A baltimore-i kikötő és az Ohio folyó összekötésére Maryland állam 1827-ben alapította a Baltimore and Ohio Railroad (B&O) társaságot, amelynek első szakasza 1830-ban nyílt meg. Hasonlóképpen, a South Carolina Canal and Railroad Companyt 1827-ben alapították Charleston és a Savannah folyó összekötésére, Pennsylvania pedig megépítette a Main Line of Public Works vonalat Philadelphia és az Ohio folyó között.
Az amerikaiak szorosan követték és lemásolták a brit vasúti technológiát. A Baltimore and Ohio Railroad volt az első közös fuvarozó, és 1830 májusában indította el a személyvonat-szolgáltatást, kezdetben lovakkal vontatva a vasúti kocsikat.:90  1830 decemberében a South Carolina Canal and Railroad Company volt az első, amely rendszeresen használt gőzmozdonyokat, kezdve a Best Friend of Charlestonnal, az első amerikai gyártmányú, kereskedelmi forgalomra készült mozdonnyal.
A B&O 1829-ben kezdte meg a gőzmozdonyok fejlesztését Peter Cooper Tom Thumbjával, amely az első amerikai építésű mozdony volt, amely az Amerikai Egyesült Államokban közlekedett, bár inkább a gőzvontatásban rejlő lehetőségek demonstrálására szánták, mint bevételszerző mozdonyként.:96 Az amerikai vasutak első mozdonyai közül sokat Angliából importáltak, köztük a Stourbridge Liont és a John Bullt, de gyorsan kialakult a hazai mozdonygyártás, és az 1830-as években olyan mozdonyok készültek, mint a DeWitt Clinton. A B&O nyugatra vezető útvonala 1852-ben érte el az Ohio folyót, az első keleti parti vasútként, amely ezt megtette.:Ch.V
1850-re 9000 mérföld (14 000 km) vasútvonal épült. 1855 és 1871 között a szövetségi kormány földtámogatási rendszert működtetett, amelynek keretében az új nyugati vasúttársaságok több millió hektárnyi földet kaptak, amelyet eladhattak vagy elzálogosíthattak a kötvénytulajdonosoknak. Összesen 129 millió hektárt (520 000 km²) adtak a vasútvállalatoknak, mielőtt a program véget ért volna, amit további 51 millió hektár (210 000 km²) állam által adott földdel és különböző kormányzati támogatásokkal egészítettek ki. Ez a program számos nyugati vonal megnyitását tette lehetővé, különösen a Union Pacific-Central Pacific gyorsjáratokat indított San Franciscótól Omaháig és keletre Chicagóig. Chicagótól nyugatra számos város vasúti központként fejlődött ki, javítóműhelyekkel és a technikailag művelt munkások bázisával.
A vasutak hamarosan számos csatornát és fizetős útszakaszt felváltottak, és az 1870-es évekre jelentősen kiszorították a gőzhajókat is. A vasutak azért voltak jobbak ezeknél az alternatív közlekedési módoknál, különösen a vízi utaknál, mert kétféleképpen csökkentették a költségeket. A csatornák és folyók a téli időszakban a befagyás miatt nem voltak elérhetők, a vasutak viszont a rossz időjárás ellenére egész évben közlekedtek. És a vasút biztonságosabb volt: a vonatbaleset valószínűsége kisebb volt, mint a hajó elsüllyedésének valószínűsége. A vasút költséghatékony szállítást biztosított, mert lehetővé tette a szállítmányozók számára, hogy kisebb árukészlettel rendelkezzenek, ami csökkentette a téli tárolási költségeket, és elkerülhették az áruk szállítás közbeni elvesztésének kockázatából eredő biztosítási költségeket.
A vasút a közlekedést kényelmesebbé is tette. Az 1800-as évek elején az átlagember általában lovon vagy postakocsin közlekedett. A kocsiutakat árkok, kátyúk és kövek borították, ami meglehetősen kényelmetlenné tette az utazást. A tetejébe a postakocsi szűkös volt, kevés lábtérrel. A vonaton való utazás új stílust jelentett: nyugodt utazást és bőséges mozgásteret kínált. Némely személyvonaton az utas tágas étkezőkocsiban étkezhetett, majd privát hálófülkében aludhatott egy jót. 1860-ra az északi és középnyugati vasúttársaságok olyan hálózatokat építettek ki, amelyek szinte minden nagyobb várost összekötöttek. A sűrűn lakott kukoricaövezetben (Ohiótól Iowáig) a farmok több mint 80 százaléka 5 mérföldön (8,0 km) belül volt egy vasúttól. Nagyszámú rövid vonal épült, de a Wall Streetre épülő, gyorsan fejlődő, vasúti értékpapírokra orientált pénzügyi rendszer miatt a többségüket 1890-re 20 törzshálózatba tömörítették. 1890-ben e vasutak többsége pénzt hozott, és amelyik nem, azt hamarosan felvásárolták és egy nagyobb rendszerbe illesztették vagy „racionalizálták”. Bár a transzkontinentális vasutak uralták a médiát, az első transzkontinentális vasútvonal 1869-es befejezése drámai módon szimbolizálta a nemzet egyesülését az amerikai polgárháború megosztottsága után, az építkezések nagy része valójában az iparosodott Északkeleten és a mezőgazdasági Középnyugaton zajlott, és a szállítási idők és költségek minimalizálására irányult. 1886 májusában a déli vasutakat javították és bővítették, majd hosszas előkészítés után két nap alatt 5 láb nyomtávolságról 4 láb 8 ½ hüvelyk normál nyomtávra váltottak 1886 májusában.
Kiterjedt folyóhálózatával az Egyesült Államok a csatornákon lóvontatású vagy öszvérhajtású uszályok, a folyókon pedig lapátkerekes gőzhajók széles skáláját támogatta, amelyek 1815 után egészen az 1870-es évekig versenyeztek a vasúttal. A csatornák és a gőzhajók vesztésre álltak, mert a vasutak hatékonysága és sebessége drámaian megnőtt, és szinte bárhová eljutottak egész évben. A vasutak gyorsabbak voltak, és sok olyan helyre eljutottak, ahová egy csatorna megépítése nem lett volna célszerű vagy túl drága, vagy ahová egy természetes folyó soha nem jutott volna el. A vasutaknak jobb volt a menetrendjük is, mivel gyakran egész évben tudtak közlekedni, többé-kevésbé figyelmen kívül hagyva az időjárást. A csatorna- és folyóforgalom olcsóbb volt, ha olyan csatornán vagy folyó mellett vagy közelében laktak, amely az év egy részében nem volt befagyva, de ez csak ritkán volt így. Szekérrel a hosszú távú áruszállítás csatornához vagy folyóhoz lassú és drága volt. A városba vezető vasút – mintegy szárazföldi „kikötőként” – felvirágoztatta a települést.

### Polgárháború és újjáépítés (1861-1877)

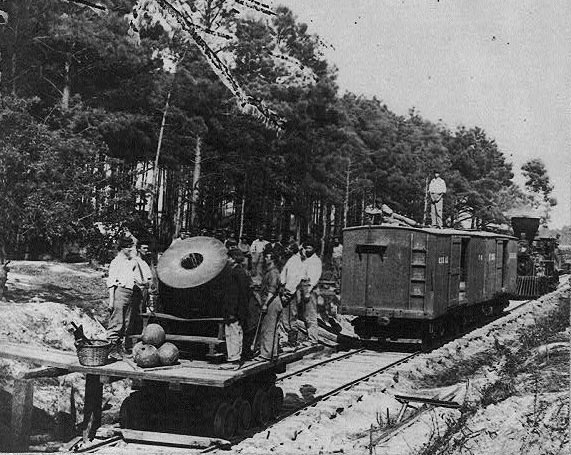
A polgárháborúban használt, vasúti kocsira szerelt aknavető, 1865

A vasút stratégiai jelentőségű volt az amerikai polgárháborúban, és az Unió sokkal hatékonyabban használta ki a jóval nagyobb rendszerét. Gyakorlatilag az összes, síneket és berendezéseket szállító üzem és gyár északon volt, és az uniós blokád megakadályozta, hogy a déliek új berendezésekhez vagy pótalkatrészekhez jussanak. A háborút délen vívták, és az uniós fosztogatók (és néha a konföderációsok is) szisztematikusan pusztították a hidakat és a gördülőállományt – és néha elgörbítették a síneket –, hogy akadályozzák az ellenség logisztikáját.
Délen a legtöbb vasút 1860-ban helyi ügy volt, amely a gyapotvidékeket kötötte össze a legközelebbi vízi úttal. A legtöbb szállítás hajóval, nem pedig vonattal történt, és miután az Unió 1861-ben blokád alá vette a kikötőket, 1862-ben pedig elfoglalta a kulcsfontosságú folyókat, a hosszú távú utazás nehézkessé vált. A háború kitörése nyomasztóan hatott a vasúttársaságok gazdasági sorsára, mivel a gyapottermés felhalmozása az európai beavatkozás kikényszerítésére tett kísérlet miatt a vasúttársaságokat megfosztották fő bevételi forrásuktól. Sokan kénytelenek voltak elbocsátani alkalmazottakat, és különösen szakképzett technikusokat és mérnököket bocsátottak el. A háború első éveiben a konföderációs kormányzat a vasúttársaságokkal szemben lazán kezelte a helyzetet. Csak 1863 közepén kezdeményezett a konföderációs kormány átfogó politikát, és ez kizárólag a háborús erőfeszítések segítésére korlátozódott. Az ugyanabban az évben hozott kényszerítési törvényekkel a vasútvonalak és gördülőállományuk de facto a konföderációs hadsereg ellenőrzése alá került.
A konföderációban gyorsan romlottak a körülmények, mivel nem volt új felszerelés, és a mindkét oldalon végrehajtott rajtaütések szisztematikusan tönkretették a kulcsfontosságú hidakat, valamint a mozdonyokat és tehervagonokat. A pótalkatrészeket kannibalizálták; a betétvonalakat felszedték, hogy a törzshálózati vonalakhoz pótsíneket szerezzenek, és a gördülőállomány nagyfokú használata elhasználta azokat. 1864-65-ben a konföderációs vasúthálózat összeomlott; 1865-re csak kevés forgalom maradt.

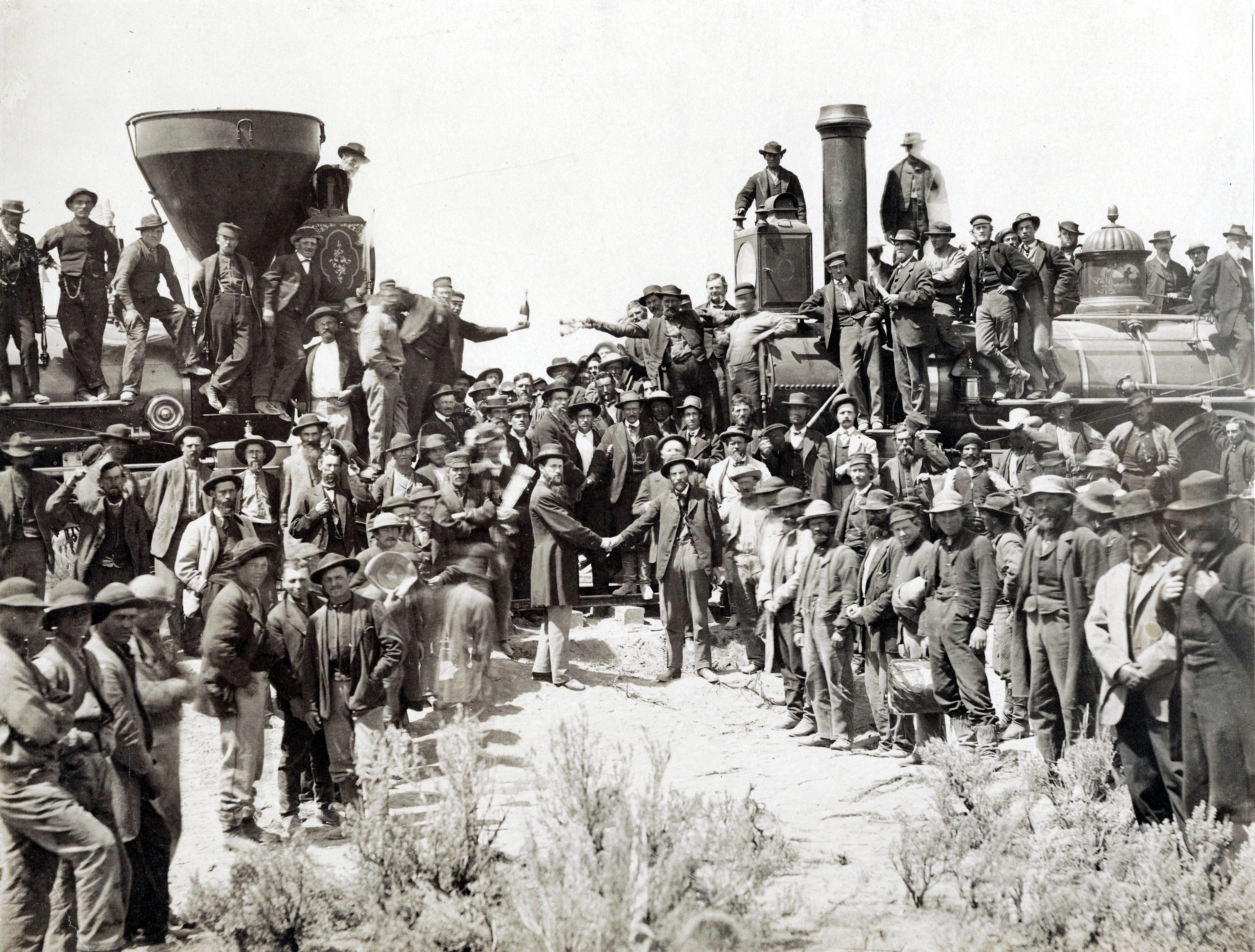
Az első transzkontinentális vasútvonal befejezésének megünneplése, 1869. május, Promontory Summit, U.T.

A déli államok 1860 előtt blokkolták a nyugati vasúti terjeszkedést, de a szecesszió után 1862-ben és 1863-ban elfogadták a csendes-óceáni vasúti törvényeket, amelyek megállapították a központi csendes-óceáni útvonalat, illetve a használandó normál nyomtávolságot. A szövetségi finanszírozással, kötvények és nagyvonalú földtámogatások formájában, valamint a főként kínai és ír munkások hősies segítségével a kelet felé dolgozó Central Pacific Railroad és a nyugat felé dolgozó Union Pacific Railroad együttesen 1869-ben fejezte be a nagy áttörést jelentő Első transzkontinentális vasútvonalat, amely vasúton kötötte össze a keleti államokat a csendes-óceáni partvidékkel, és lehetővé tette, hogy New Yorkból mindössze hat nap alatt eljussanak a San Franciscó-i öbölbe.
Emellett más transzkontinentális vasútvonalak is épültek délen (Southern Pacific, Santa Fe) és északon a kanadai-amerikai határ mentén (Northern Pacific, Great Northern), amelyek felgyorsították a nyugat betelepülését azáltal, hogy olcsó farmokat és rancheket kínáltak hitelre, pionírokat és ellátmányt szállítottak nyugatra, szarvasmarhát, búzát és ásványi anyagokat pedig keletre. A transzkontinentális vasútvonalakat megelőzően, 1860-ban a vasutak kevesebb mint feleannyi árut szállítottak, mint a belvízi utak, míg 1890-re a vasutak ötször annyi árut szállítottak, mint a vízi utak.

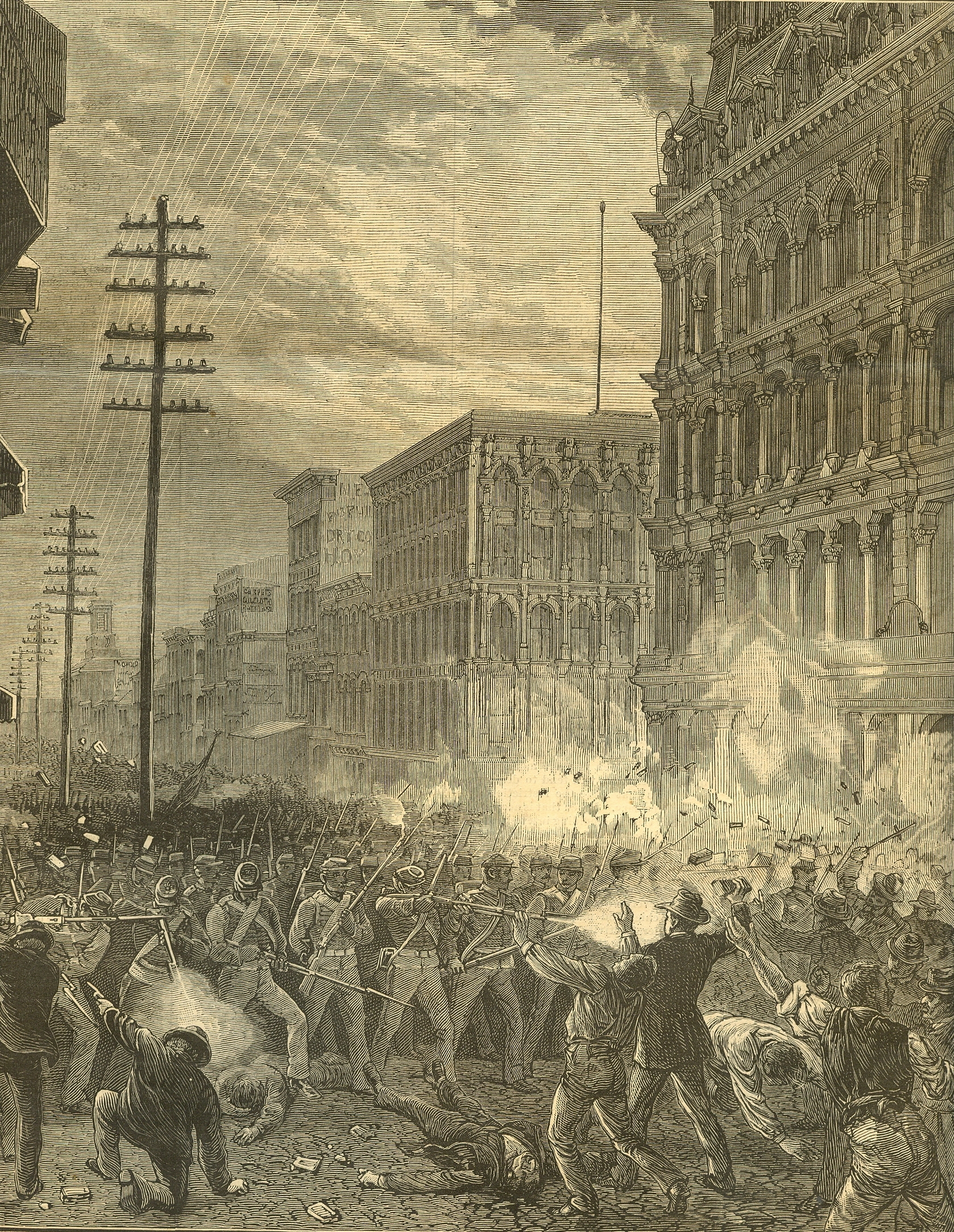
Sztrájkolók Baltimore-ban a marylandi nemzeti gárdával szemben, 1877 júliusában

Az újjáépítés korszakában az északiak pénzéből finanszírozták a vasutak újjáépítését és drámai bővítését egész délen; a nyomtávot, a felszerelést és a szolgáltatási színvonalat tekintve modernizálták őket. A déli hálózat az 1870-es 11 000 mérföldről (17 700 km) 1890-re 29 000 mérföldre (46 700 km) bővült. A vonalakat túlnyomórészt északiak birtokolták és irányították. A vasutak segítettek létrehozni egy gépészetileg képzett kézműves csoportot, és megtörte a régió nagy részének elszigeteltségét. Utasok azonban kevesen voltak, és a gyapot betakarításakor a gyapottermés szállításán kívül kevés teherforgalom volt.
Az 1873-as pánik jelentős világgazdasági depresszió volt, amely véget vetett a gyors vasúti terjeszkedésnek az Egyesült Államokban. Sok vasúttársaság csődbe ment, vagy alig tudta fizetni a kötvényei kamatait, a munkásokat pedig tömegesen elbocsátották, a még foglalkoztatottakat pedig nagymértékű bércsökkentésekkel sújtották. A vasúti dolgozók egyre rosszabbodó helyzete számos vasúttársaság elleni sztrájkhoz vezetett, amely az 1877-es nagy vasutassztrájkban csúcsosodott ki.
A nagy sztrájk július 14-én kezdődött a nyugat-virginiai Martinsburgban, válaszul arra, hogy a B&O vasúttársaság egy éven belül másodszor is csökkentette a béreket. A sztrájk és a hozzá kapcsolódó erőszakos cselekmények átterjedtek a marylandi Cumberlandre, Baltimore-ra, Pittsburgh-re, Buffalóra, Philadelphiára, Chicagóra és a Középnyugatra. A sztrájk 45 napig tartott, és csak a helyi és állami milíciák, valamint a szövetségi csapatok beavatkozásával ért véget.:112 A munkaügyi zavargások az 1880-as években is folytatódtak, mint például az 1886-os nagy délnyugati vasúti sztrájk, amely több mint 200 000 munkást érintett.

### Terjeszkedés és konszolidáció (1878-1916)
1880-ra az országnak 17 800 tehervonati mozdonya-, amelyek 23 600 tonna árut szállítottak, és 22 200 személyszállító mozdonya volt. Az amerikai vasúti ipar volt az ország legnagyobb munkaadója a mezőgazdasági ágazaton kívül. Az amerikai vasutaknak számos hatása volt a gyors ipari növekedésre, többek között több százmillió hektár nagyon jó mezőgazdasági terület megnyitása, amely készen állt a gépesítésre, az élelmiszerek és minden áru alacsonyabb költségei, egy hatalmas nemzeti értékesítési piac, a mérnöki kiválóság kultúrájának megteremtése és a modern irányítási rendszer megteremtése.
1883. január 12-én elkészült a második transzkontinentális vasútvonal déli szakasza, amikor a Southern Pacific Los Angelesből érkező vágányai találkoztak a Galveston, Harrisburg and San Antonio Railway vágányaival a Pecos folyótól 3 mérföldre (4,8 km) nyugatra, a texasi Langtry közelében.
A New York-i pénzember, J.P. Morgan egyre meghatározóbb szerepet játszott a vasúti rendszer konszolidálásában a 19. század végén. Az Egyesült Államok minden részén átszervezéseket és konszolidációkat szervezett. Morgan nagy összegeket gyűjtött Európában, de ahelyett, hogy csak a pénzeszközöket kezelte volna, segített a vasutak átszervezésében és a nagyobb hatékonyság elérésében. Harcolt a spekulatív nyereségben érdekelt spekulánsok ellen, és egy integrált közlekedési rendszer vízióját építette fel. 1885-ben átszervezte a New York, West Shore & Buffalo Railroadot, és bérbe adta a New York Central Railroadnak. 1886-ban újjászervezte a Philadelphia & Readinget, 1888-ban pedig a Chesapeake & Ohio Railroadot. Erős kapcsolatban állt James J. Hill vasútmágnással és a Great Northern Railwayvel.:331–2
Az olyan iparosok, mint Morgan, Cornelius Vanderbilt és Jay Gould vasúttulajdon révén gazdagodtak meg, mivel az olyan nagy vasúttársaságok, mint a Grand Trunk Railway és a Southern Pacific Transportation Company több államra kiterjedtek. Az egyes vasutak és tulajdonosaik monopolisztikus gyakorlatára és egyéb túlkapásaira válaszul a Kongresszus 1887-ben elfogadta az államközi kereskedelmi törvényt, és létrehozta az államközi kereskedelmi bizottságot (ICC).:123–4 Az ICC közvetve, kiterjedt rendeletek kiadásával ellenőrizte a vasutak üzleti tevékenységét.
Morgan 1889-ben és 1890-ben konferenciákat hozott létre, amelyek összehozták a vasútelnököket, hogy segítsék az iparágat az új törvények betartásában és a "nyilvános, észszerű, egységes és stabil tarifák" fenntartására vonatkozó megállapodások megírásában. A konferenciák voltak az elsők a maguk nemében, és a versengő vonalak érdekközösségének megteremtésével előkészítették az utat a 20. század eleji nagy konszolidációkhoz.:352–96 A kongresszus válaszul trösztellenes törvényeket hozott a vasút (és más iparágak) monopóliumainak tiltására, kezdve a Sherman Antitrust Act-tel 1890-ben.:125–6
Az 1893-as pánik az Egyesült Államok történetének legnagyobb gazdasági válsága volt abban az időben. A vasúti túlépítés és a bizonytalan vasútfinanszírozás következménye volt, ami bankcsődök sorozatát váltotta ki. Az amerikai vasutak egynegyede ment tönkre 1894 közepére, ami több mint 40 000 mérföldet (64 000 km) jelentett. A csődbe ment vonalak között volt a Northern Pacific Railway, a Union Pacific Railroad és az Atchison, Topeka & Santa Fe Railway. A csődbe ment társaságok felvásárlásai a tulajdonosi kör további konszolidációjához vezettek. 1906-ra az Egyesült Államokban a vasúti kilométerek kétharmadát hét vállalat ellenőrizte, a legnagyobb részesedéssel a New York Central, a Pennsylvania Railroad (PRR) és a Morgan rendelkezett.:125–6

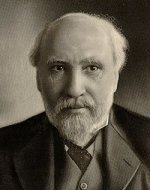
James J. Hill

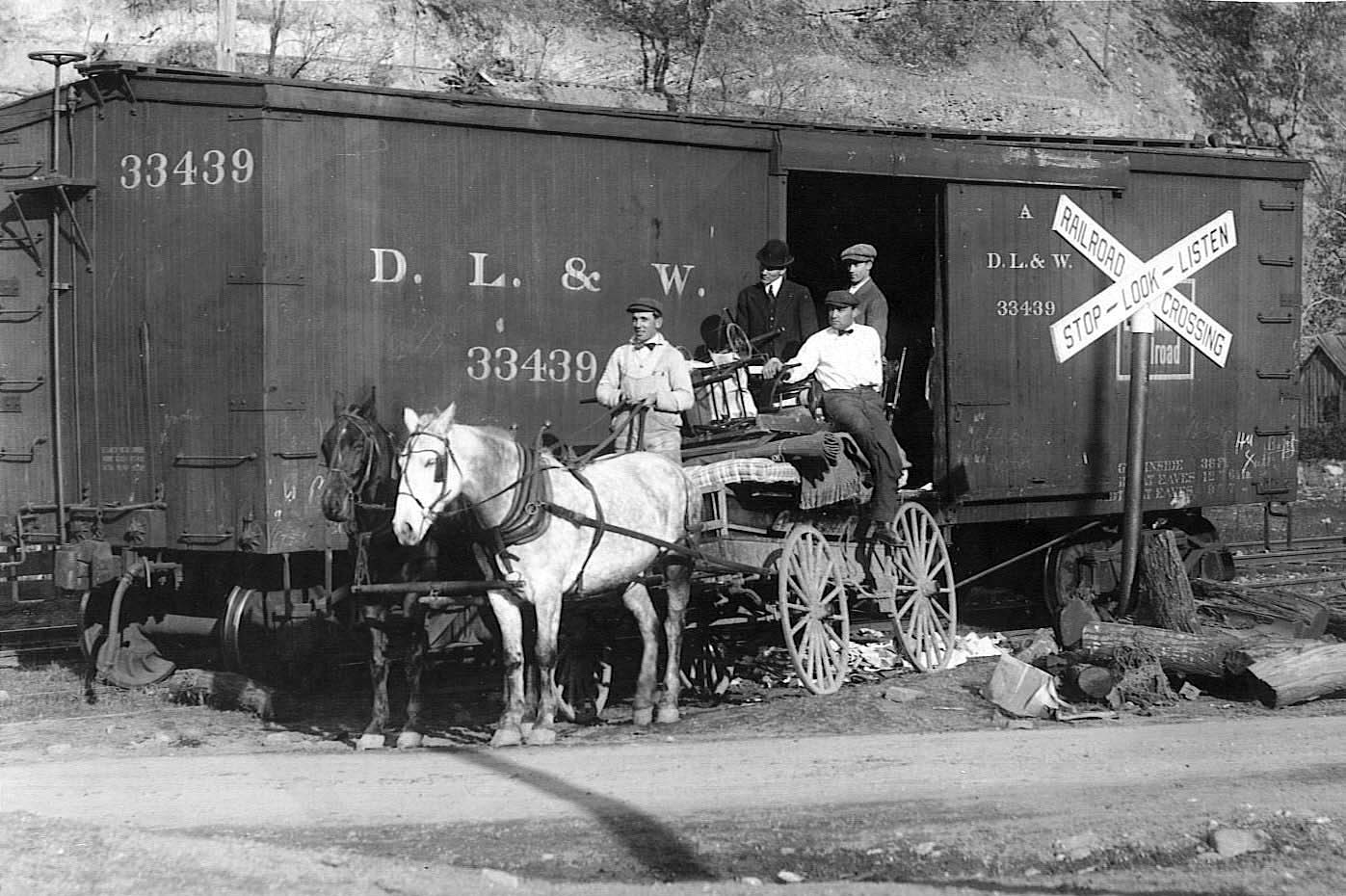
Egy Delaware, Lackawanna, and Western Railroad teherkocsi egy vasúti átjáróban 1900 körül

James J. Hill egyesítette erőit Morgannel és másokkal, hogy megszerezzék az irányítást a Northern Pacific felett. Hill megalapította a Northern Securities Company-t, hogy a Northern Pacific működését összevonja Hill saját Great Northernjével, de a bizalomépítő Theodore Roosevelt elnök határozottan helytelenítette ezt, és bíróság elé vitte. A szövetségi bíróság 1904-ben feloszlatta a Northern Securities Company-t (lásd: Northern Securities Co. vs. USA), és a vasutaknak külön, egymással versengő utakat kellett járniuk. Addigra Morgan és Hill gondoskodott arról, hogy a Northern Pacific jól szervezett legyen, és könnyen fenn tudjon maradni egyedül.:352–96
1901-ben a Union Pacific Railroad megvásárolta a Southern Pacific teljes részvényállományát. A szövetségi kormány megvádolta az UP-t a Sherman-törvény megsértésével, és 1913-ban a Legfelsőbb Bíróság arra kötelezte az UP-t, hogy váljon meg az SP összes részvényétől. Ezt az ítéletet az egész iparágban jelentős riadalommal fogadták, mivel az UP-t és az SP-t akkoriban széles körben nem tekintették jelentős versenytársaknak. (Később a 20. században, más gazdasági körülmények és törvényi változások mellett, az UP sikeresen megvásárolta az SP-t. (Lásd: A tehervasutak újjáéledése az 1980-as években.)
A vasúttársaságok által alkalmazott díjszabási diszkriminációval kapcsolatos folyamatos aggodalom arra késztette a Kongresszust, hogy további törvényeket fogadjon el, amelyek nagyobb szabályozási jogkörrel ruházták fel az ICC-t. Az 1906-os Hepburn-törvény felhatalmazta az ICC-t a maximális tarifák megállapítására és a társaságok pénzügyi nyilvántartásának felülvizsgálatára.
Az amerikai vasutak 1916-ban érték el pályahosszuk csúcsát, 254 037 mérföld (408 833 km) pályával.

### Államosított irányítás (1917-1920)
Az Egyesült Államok Vasúti Igazgatósága (USRA) az első világháború alatt átmenetileg átvette a vasút irányítását, hogy a teljes rendszerben a kritikus létesítmények - például az állomások, a vágányok és a gördülőállomány - hiányosságait orvosolja. Woodrow Wilson elnök 1917. december 26-án adta ki az államosításról szóló rendeletet. 1917-ben az USRA irányítása a berendezések szabványosításához, a párhuzamos személyszállítási szolgáltatások csökkentéséhez és a teherforgalom jobb koordinálásához vezetett.:175 A vasutak szövetségi ellenőrzése 1920 márciusában az Esch-Cummins törvény értelmében megszűnt.

### A vasutak a korai autós/teherautós korszakban (1921-1945)
A háborút követően a kongresszus néhány tagja, az ICC és néhány vasúti vezető aggályokat fogalmazott meg az amerikai vasúti rendszer hatékonyságának hiányosságai miatt. Az 1893-as pánik emlékei, a vasúttársaságok folyamatos szaporodása és a duplikált létesítmények táplálták ezt az aggodalmat. Bizonyos mértékig a rendszer államosításának szükségessége a háború alatt ennek az ineffektivitásnak a példája volt. Ezek az aggodalmak adtak lendületet a rendszer javításának megfontolására irányuló törvényhozásnak. Az Esch-Cummins törvény arra utasította az ICC-t, hogy készítsen és fogadjon el egy tervet a vasúttársaságok korlátozott számú rendszerbe történő összevonására.
Az 1920-as években a vasúti ipar, amelynek díjszabásait és útvonalait továbbra is az ICC határozta meg, egyre nagyobb versenyben volt más szállítási módokkal: a teherautókkal és a repülőgépekkel. Ezek a konkurens szállítási módok akkoriban alapvetően szabályozatlanok voltak; ezt a versenyt a vasúti törvényhozás nem ismerte el. Az újabb szállítási módok a kormánytól is jelentős pénzügyi támogatást kaptak, például az autópályák és a vidéki utak építésében, valamint a repülőterek építésében. A verseny hozzájárult a vasutak végső hanyatlásához az 1920-as években és azt követően, ami az 1930-as években, a nagy gazdasági világválság idején felerősödött.:192–196 :356–362 
1929-ben az ICC közzétette a javasolt teljes konszolidációs tervet, amelyet "Ripley-tervnek" is neveztek, a szerzője, William Z. Ripley, a Harvard Egyetem munkatársa után. Az ügynökség meghallgatásokat tartott a tervről, de a javasolt konszolidációk egyike sem valósult meg. A nagy gazdasági világválság alatt sok kis vasúttársaság csődbe ment. A túlélő vonalak közül az erősebbek nem voltak érdekeltek a gyengébbek támogatásában. 1940-ben a kongresszus hivatalosan is elvetette a Ripley-tervet.

### Modern korszak (1946-tól napjainkig)
A második világháború utáni fellendülés során sok vasúttársaságot kiszorítottak az üzletből a légitársaságok és az államközi autópályák által támasztott verseny miatt. Az autók térhódítása a legtöbb vasútvonalon a személyszállító vonatközlekedés megszűnéséhez vezetett. Az 1930-as évekre a teherautó-ipari vállalkozások a jobb burkolt utak megjelenésével jelentős versenytársakká váltak, és a háború után az államközi autópálya-hálózat növekedésével bővítették tevékenységüket, és egyre nagyobb piaci részesedést szereztek az árufuvarozási üzletágban.:219 A vasutak továbbra is ömlesztett árut, például szenet, acélt és más árucikkeket szállítottak. Az ICC azonban továbbra is szabályozta a vasúti tarifákat és a vasúti működés egyéb aspektusait, ami korlátozta a vasutak rugalmasságát a változó piaci erőkre való reagálásban.
1966-ban a Kongresszus létrehozta a Szövetségi Vasúti Igazgatóságot (Federal Railroad Administration), amelynek feladata a vasútbiztonsági előírások kiadása és végrehajtása, a vasúti támogatási programok igazgatása, valamint kutatás és fejlesztés a vasútbiztonság és a nemzeti vasúti szállítási politika javítása érdekében. A biztonsági funkciókat az ICC-től vették át. Az FRA-t az új szövetségi közlekedési minisztérium részeként hozták létre.
A két legnagyobb megmaradt vasúttársaság, a Pennsylvania Railroad és a New York Central Railroad 1968-ban egyesült, és létrehozták a Penn Centralt. Az ICC nyomására 1969-ben a New York, New Haven and Hartford Railroadot is hozzáadták az egyesüléshez. 1970-ben a Penn Central csődöt jelentett, ami addig az USA történetének legnagyobb csődje volt.:234 További csődbe ment vasutak voltak az Ann Arbor Railroad (1973), Erie Lackawanna Railway (1972), Lehigh Valley Railroad (1970), Reading Company (1971), Central Railroad of New Jersey (1967) és a Lehigh and Hudson River Railway (1972).
1970-ben a kongresszus a Rail Passenger Service Act (Vasúti személyszállítási törvény) értelmében létrehozta az Amtrak nevű állami vállalatot, amely átvette a Penn Central személyszállító vonalak és a kiválasztott városközi személyszállítási szolgáltatások üzemeltetését más magánvasutaktól.:234 1971-ben kezdte meg működését az Amtrak.
A Kongresszus elfogadta az 1973-as Regionális Vasúti Újjászervezési Törvényt (néha "3R törvénynek" is nevezik), hogy a Consolidated Rail Corporation (ConRail), egy állami tulajdonú vállalat létrehozása révén megmentse a csődbe ment Penn Central és más, az északkeleti, közép-atlanti és középnyugati régiókban lévő vonalak életképes teherszállítási tevékenységét. A Conrail 1976-ban kezdte meg működését. A 3R törvény létrehozta az Egyesült Államok Vasúti Szövetségét is, egy másik állami vállalatot, amely átvette az ICC hatáskörét a csődbe ment vasutaknak a veszteséges vonalak elhagyásának engedélyezése tekintetében.
Az Amtrak az 1976-os Railroad Revitalization and Regulatory Reform Act (a "4R Act") értelmében megszerezte a Penn Central északkeleti folyosó Washington, D.C. és Boston közötti útvonalának és létesítményeinek nagy részét.:238
A tehervasutakon kívül a Conrail több északkeleti elődjétől örökölte az elővárosi vasútüzemet, és ezek az üzemek továbbra is veszteségesek voltak. Az állami és helyi önkormányzati közlekedési ügynökségek 1983-ban átvették a személyszállítási tevékenységet, és megvásárolták a különböző útjogokat a Conrailtől az 1981-es északkeleti vasúti szolgáltatási törvény értelmében. Az északkeleti régión kívüli személyszállítási vasúti szolgáltatás elvesztésének pótlására az állami és helyi ügynökségek több nagyvárosi területen létrehozták saját személyszállítási rendszerüket, általában az Amtrak vagy tehervasutak vasútvonalainak bérlésével.
A személyszállító vonatok üzemeltetésének támogatására az 1960-as évek végén szerveződött a Vasúti Utasok Nemzeti Szövetsége, egy nonprofit érdekvédelmi csoport.
Az 1970-es évek végétől kezdve az Amtrak megszüntette több, keveset közlekedő vonalát. Az utazóközönség 1981-től körülbelül 2000-ig bizonytalan kormányzati támogatások közepette évi körülbelül 20 millió utasnál stagnált. A 21. század első évtizedében az északkeleti folyosón végrehajtott fejlesztések és a személygépkocsik üzemanyagköltségeinek emelkedése után nőtt az utazóközönség.
A tehervasutak újjáéledése az 1980-as években

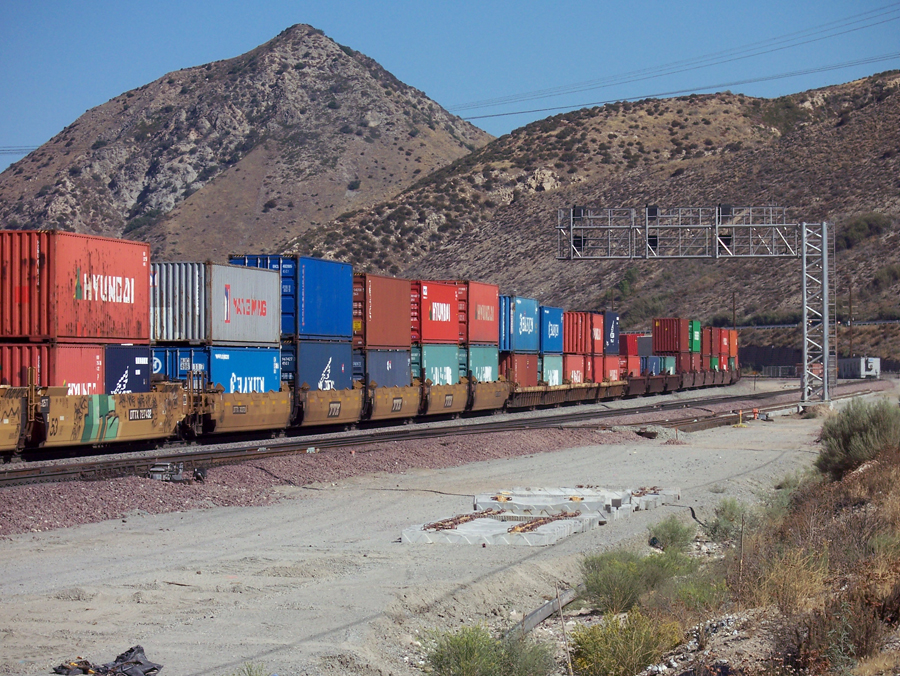
A kétszintes vasúti kocsik és az intermodális konténerek használata, amelyet a dereguláció elősegített, javította a vasutak versenyképességét

1980-ban a kongresszus a Staggers Rail Act-et hozta meg a teherforgalom felélesztése érdekében, azáltal, hogy megszüntette a korlátozó szabályozásokat, és lehetővé tette a vasutak számára, hogy versenyképesebbek legyenek a teherautó-iparral szemben. 1981-ben az északkeleti vasúti szolgáltatásról szóló törvény további deregulációt engedélyezett az északkeleti vasutak számára. Ezek a törvények többek között csökkentették az ICC szerepét a vasutak szabályozásában, és lehetővé tették a fuvarozók számára, hogy megszüntessék a veszteséges útvonalakat. Több vasúttársaság fuzionált és konszolidálta vonalait annak érdekében, hogy sikeres maradhasson. Ezek a változások vezettek az Egyesült Államok nagyobb régióit lefedő, kevesebb, de nyereséges I. osztályú vasúttársaságok jelenlegi rendszeréhez.:245–252
A jelenlegi deregulációs korszak kezdete óta a következő I. osztályú vasúttársaságok vettek részt fúzióban:
- A Union Pacific az 1980-as években megvásárolta a Missouri Pacific és a Missouri-Kansas-Texas Railroad vasúttársaságot, 1995-ben a Chicago and North Westernt, 1996-ban pedig a Southern Pacificet.
- A CSX 1986-ban alakult a Chessie System és a Seaboard System társaságokból.
- a BNSF Railway 1996-ban alakult az Atchison, Topeka and Santa Fe (a "Santa Fe") és a Burlington Northern társaságokból.
- A Norfolk Southern 1982-ben alakult a Norfolk and Western és a Southern Railwayből.
- A Canadian Pacific 1991-ben felvásárolta a Delaware and Hudson-t.
- A Canadian National 1999-ben megvásárolta az Illinois Central-t
- A CSX és a Norfolk Southern 1997-ben megvásárolta a Conrail áruszállító vasúti eszközeinek nagy részét.[49]

1995-ben, amikor az ICC hatáskörének nagy része megszűnt, a Kongresszus végül megszüntette az ügynökséget, és a megmaradt feladatait egy új ügynökségre, a Surface Transportation Board-ra ruházta át.
21. század
A 21. század elején több vasúttársaság a szövetségi kormánnyal és a különböző kikötői ügynökségekkel együtt elkezdett újra befektetni az áruszállítási vasúti infrastruktúrába, például intermodális terminálokba, valamint híd- és alagútfejlesztésekbe. E projektek célja a kapacitás és a hatékonyság növelése az országos vasúti hálózaton. Két példa erre a Heartland folyosó és a National Gateway.
Mind Bill Clinton, mind Barack Obama kormánya az első ciklusában új nagysebességű vasútvonalak terveit jelentette be. A Clinton-korszak esetében az egyetlen kézzelfogható eredmény az Amtrak Acela Expresszének 2000-es bevezetése volt, amely az északkeleti folyosót szolgálta ki. Obama még az Unió helyzetéről szóló beszédében is megemlítette vasúti terveit, évtizedek óta először, hogy egy elnök ezt megtette. Míg a vasútvonalak számos kisebb léptékű fejlesztését szövetségi pénzből finanszírozták, a nagyra törőbb tervek Floridában, Ohióban és más államokban megbuktak, amikor az újonnan megválasztott republikánus kormányzók leállították a meglévő nagysebességű vasúti terveket, és visszautalták a szövetségi finanszírozást.
2015-ben megkezdődött a kaliforniai nagysebességű vasútvonal építése. Az I. fázisú rész, amely kevesebb mint három óra alatt kötötte volna össze Los Angelest és San Franciscót, eredetileg 2029-re készült volna el, 40 milliárd amerikai dolláros költséggel. 2018-ra azonban a projekt számos késést és költségnövekedést tapasztalt, a becsült befejezési dátumot 2033-ra és 98,1 milliárd dolláros költségre becsülték.

## Technológia

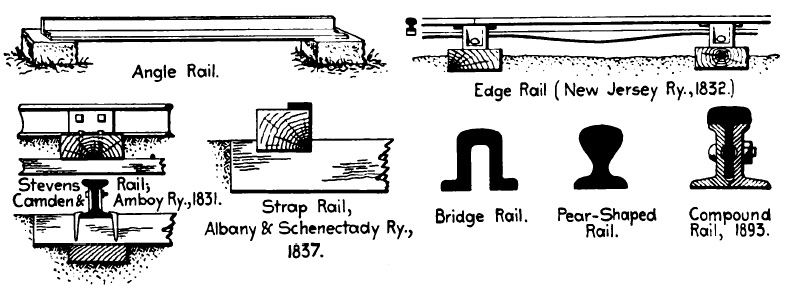
Vasúti sínprofilok a 19. században

A B&O 1829-ben alapította meg Mount Clare üzletét Baltimore-ban. Ez volt az első vasútépítő üzem az Egyesült Államokban, és a vállalat mozdonyokat, vasúti kocsikat, vashidakat és egyéb berendezéseket épített itt.:208 A B&O példáját követve az amerikai vasúttársaságok hamarosan önellátóvá váltak, mivel több ezer hazai gépműhely gyártott termékeket, és feltalálók és barkácsolók ezrei fejlesztették a berendezéseket.

### Vasúti gyártás
Az 1830-as években az amerikai vasúttársaságok általában Nagy-Britanniából importálták a technológiát, különösen a hevedervas síneket, mivel az Egyesült Államokban akkoriban még nem voltak vasúti gyártóüzemek. Nehézvas "T" síneket először az 1840-es évek közepén gyártottak az Egyesült Államokban a marylandi Mount Savage-ben és a pennsylvaniai Danville-ben. Ez a továbbfejlesztett sínszerkezet nagyobb vonatsebességet és megbízhatóbb működést tett lehetővé. A kiváló minőségű vasércek felfedezése a 19. század közepén, különösen a Nagy-tavak térségében, jobb minőségű sínek gyártásához vezetett.
Az acélsínek a 19. század későbbi szakaszában kezdték felváltani a vasat. Az 1860-as években több vasútvállalat is importált acélsíneket Angliából, és az első kereskedelmi forgalomban kapható acélsíneket az Egyesült Államokban 1867-ben gyártották a Cambria Iron Works-ben Johnstownban, Pennsylvaniában. Az 1880-as évek közepére az amerikai vasutak már több acélsínt használtak, mint vassínt az új vagy csere vágányok építésénél.

### Nyomtáv
Az 1830-as, 1840-es és 1850-es években nemcsak helyi projektek, hanem a távolsági összeköttetések is elkészültek, így 1860-ra a kontinens keleti felét, különösen az északkeleti országrészt összekötő vasútvonalak hálózata kötötte össze. Bár Nagy-Britannia már korán elfogadta a 4 láb 8+1⁄2 in (1435 mm) normál nyomtávolságot, amint az amerikaiak elkezdtek mozdonyokat építeni, különböző nyomtávokkal kísérleteztek, aminek eredményeképpen az Egyesült Államok északkeleti és középnyugati részén a szabványos nyomtávot vagy annak közeli közelítését, délen viszont az 5 láb (1524 mm), Kanadában pedig az 5 láb 6 in (1676 mm) nyomtávot fogadták el. Ezenkívül az Erie Railway 6 láb (1829 mm) széles nyomtávra épült, és az 1870-es években egy széles körű mozgalom az olcsóbb, 3 láb (914 mm) keskeny nyomtávot vette szemügyre.
Az 1863-as csendes-óceáni vasúti törvény (Pacific Railroad Acts of 1863) meghatározta az első transzkontinentális vasútvonal szabványos nyomtávját. A keskeny nyomtáv kivételével a nyomtávokat Észak-Amerika-szerte a polgárháború 1865-ös befejezése után szabványosították.:43; 63–82

### Mozdonyok

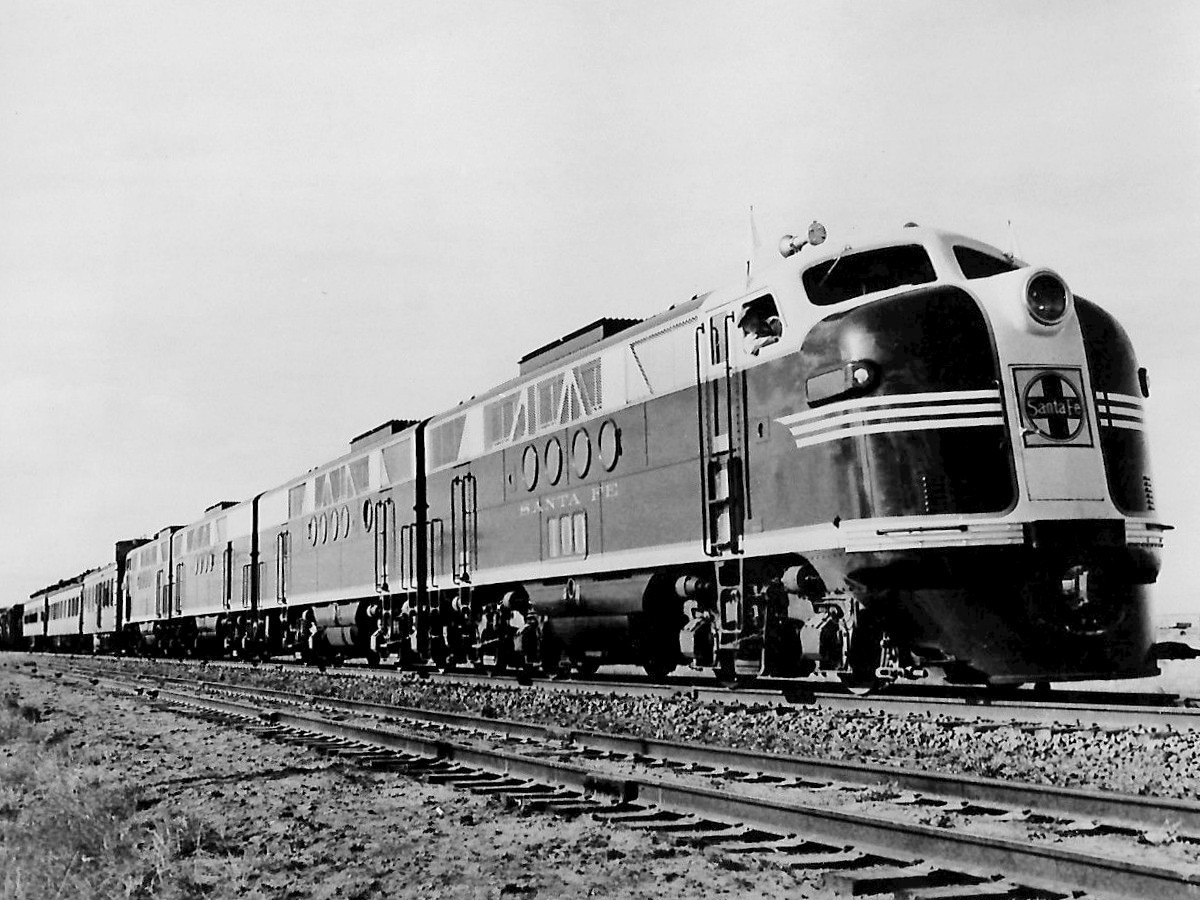
Az EMD F-egység mozdonyokat széles körben használták a dízelizáció első éveiben

A kezdeti években az amerikai vasutak sok gőzmozdonyt importáltak Angliából. Míg a B&O és a PRR sok gőzmozdonyát maga építette, más vasutak független amerikai gyártóktól vásároltak. A korai gőzmozdonygyártók közül kiemelkedőek voltak a Norris, a Baldwin és a Rogers, majd később a 19. és 20. században a Lima és az Alco.
A dízelmozdonyokat először Európában fejlesztették ki az első világháború után, és az amerikai vasutak az 1930-as és 1940-es években kezdték széles körben használni őket. A legtöbb amerikai vasút az 1950-es évekre megszüntette a gőzmozdonyok használatát. A dízelmozdony megépítése drága volt, de kevésbé bonyolult és könnyebben karbantartható, mint a gőzmozdony, és csak egy embert igényelt a működtetéséhez. Ez a vasutak számára alacsonyabb költségeket és nagyobb megbízhatóságot jelentett.:213–14 Több vállalat fejlesztett ki gyors áramvonalas vonatokat, mint például a Super Chief és a California Zephyr az 1930-as és 1940-es években. Mozdonyaik vagy dízel-, vagy hasonló belsőégésű motoros konstrukciókat használtak.
Bár a villamos járművek elterjedtek Európában, Észak-Amerikában soha nem érték el ugyanazt a népszerűséget. Elsősorban északnyugaton és északkeleten építették őket a 19. század végétől kezdődően. Míg egyes vasútvonalakon mind a teher-, mind a személyszállító vonatoknál villamos mozdonyokat használtak, a 20. század végére a legtöbb tehervonatot kizárólag dízelmozdonyok húzták. Az északkeleti folyosó, az Egyesült Államok legforgalmasabb személyszállító vonala egyike azon kevés hosszú vonalaknak, amelyeken jelenleg villamos vontatás van.

### Jelzés és kommunikáció

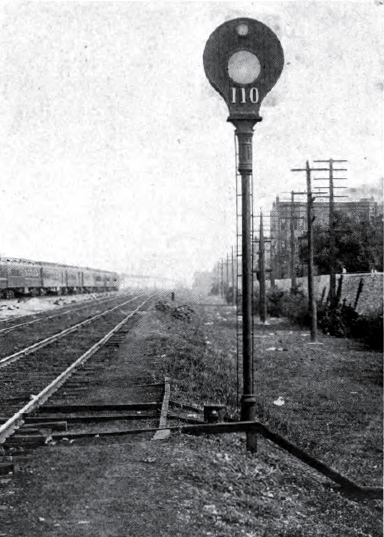
Az 1870-es évektől kezdődően a blokkjelző rendszerekben csarnoktárcsás jeleket használtak

Az amerikai vasúti jelzőrendszer és kommunikáció korai formái gyakorlatilag nem léteztek; a vasutak kezdetben menetrendek segítségével irányították a vonatforgalmat. A mozdonyvezetők és a diszpécserek között azonban nem volt mód az időben történő kommunikációra, és időnként két vonatot véletlenül ugyanarra a pályára küldtek, ahol összeütköztek vagy ún. "kukoricaföldi találkozásra", amikor a két szembejövő vonat a nyílt pályán találkozott egymással. A távíró megjelenésével az 1840-es években fejlettebb rendszereket fejlesztettek ki, amelyek lehetővé tették a menetrend módosításainak, az úgynevezett vonatutasításoknak a terjesztését. Ezek a parancsok ideiglenesen felülírták a menetrendet, lehetővé téve a vonatok átütemezését, törlését vagy kiegészítését. A vonatutasításokat legkorábban az Erie Railroad használta 1851-ben.
Az 1870-es években az elektromos pályaáramkör kifejlesztése vezetett a blokkjelző rendszerek használatához, amelyek javították a vasutak biztonságát, sebességét és hatékonyságát. Az 1870-es években az Egyesült Államokban is bevezették a mechanikus biztosítóberendezéseket, amelyek megakadályozták az összeütköző mozgásokat a vasúti csomópontokban és kereszteződésekben, miután kezdetben Nagy-Britanniában fejlesztették ki őket. A 20. század közepére a vasutak elkezdték a mechanikus biztosítóberendezéseket elektronikus biztosítóberendezésekkel helyettesíteni.

## Érdek- és munkavédelem
A vasút sok tekintetben megváltoztatta a foglalkoztatási gyakorlatot. A több száz vagy több ezer alkalmazottat foglalkoztató vonalak szisztematikus szabályokat és eljárásokat dolgoztak ki, nemcsak a berendezések üzemeltetésére, hanem az alkalmazottak felvételére, előléptetésére, fizetésére és felügyeletére vonatkozóan is. A vasúti irányítási rendszert az összes jelentős üzleti ágazat átvette. A vasút új típusú munkatapasztalatot kínált a méretben, összetettségben és irányításban jóval nagyobb vállalatoknál. Eleinte olyan foglalkozásokból toborozták a munkavállalókat, ahol a készségek nagyjából analógok és átvihetők voltak, azaz műhelyszerelőket a vas-, gép- és építőipari szakmákból; kalauzokat a postakocsisokból, gőzhajó- és postahajó-kapitányokból; állomásfőnököket a kereskedelmi és bizományi hivatalokból; hivatalnokokat pedig a kormányhivatalokból.
Az 1870-es és 1880-as évek sztrájkjaira válaszul a Kongresszus elfogadta az 1888-as választottbírósági törvényt, amely engedélyezte választottbírói testületek létrehozását, amelyeknek jogukban állt kivizsgálni a munkaügyi viták okait, és nem kötelező érvényű választottbírósági ítéleteket hozni. A törvény teljes kudarcot vallott: a törvény alapján csak egyetlen testületet hívtak össze, és az is csak az 1894-es Pullman-sztrájk esetében adta ki jelentését, miután a sztrájkot szövetségi bírósági végzéssel, szövetségi csapatok támogatásával leverték.

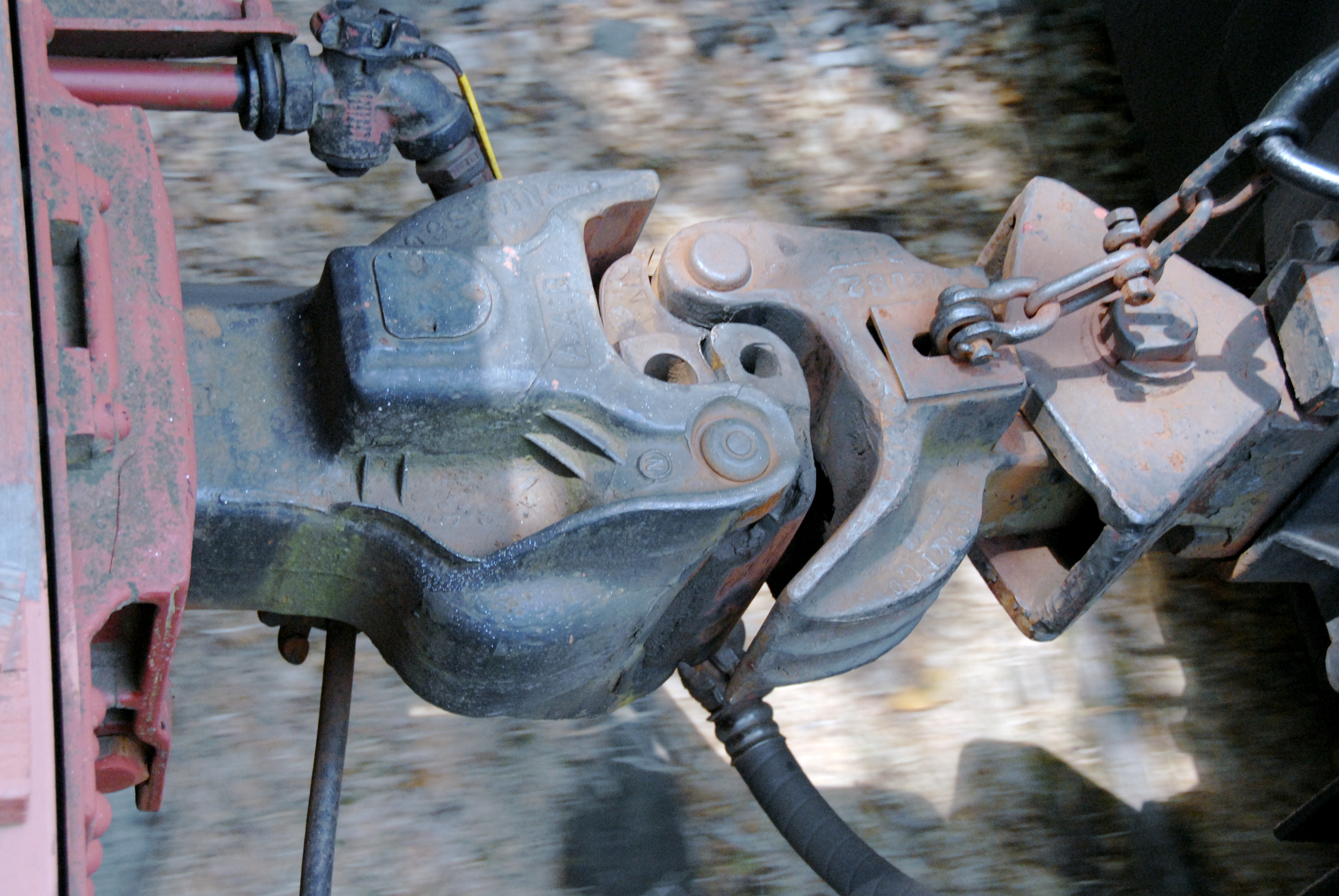
Az 1893. évi biztonsági berendezésekről szóló törvény előírta az automatikus kapcsolókészülékek használatát

A kongresszus az 1898-ban elfogadott Erdman-törvényben próbálta orvosolni ezeket a hiányosságokat. Ez a törvény szintén önkéntes választottbíráskodásról rendelkezett, de a testület által hozott ítéletet kötelezővé és a szövetségi bíróság előtt végrehajthatóvá tette. Emellett tiltotta a munkavállalók szakszervezeti tevékenység miatti megkülönböztetését, megtiltotta a „sárga kutya”-szerződéseket (amelyben a munkavállaló beleegyezik, hogy nem lép be szakszervezetbe), és mindkét félnek fenn kellett tartania a status quo-t a választottbírósági eljárás során és a döntést követő három hónapig. A választottbírósági eljárásokat ritkán alkalmazták. A következő törvény (Newlands Labor Act, 1913) hatékonyabbnak bizonyult, de nagyrészt hatályon kívül helyezték, amikor a szövetségi kormány 1917-ben államosította a vasutakat.
Ahogy az amerikai polgárháború után a vasutak terjeszkedtek, úgy nőtt a vasúti személyzet, különösen a fékezők baleseti aránya is. Sok baleset a vasúti kocsik fel- és lekapcsolásával, valamint a kézi működtetésű fékek (kézifékek) működtetésével függött össze. A balesetek számának növekedése miatt már az 1870-es években biztonsági törvényeket sürgettek.:2–4 Az 1880-as években a vasutasok munkahelyi haláleseteinek száma a szénbányászoké után a második helyen állt.:5 Ebben az évtizedben számos állam törvényhozása hozott biztonsági törvényeket. A konkrét követelmények azonban az egyes államokban eltérőek voltak, ami megnehezítette a végrehajtást az államközi vasúttársaságok számára, ezért a Kongresszus 1893-ban elfogadta a biztonsági berendezésekről szóló törvényt, hogy egységes szabványt biztosítson.:6–7 A törvény előírta a vasúttársaságoknak, hogy minden vonatra légféket és automata kapcsolót szereljenek, ez a balesetek számának ugrásszerű csökkenéséhez vezetett.
Az 1920-as Esch-Cummins-törvény megszüntette az államosítási programot, és létrehozta a Vasúti Munkaügyi Tanácsot (RLB) a bérek szabályozására és a viták rendezésére szolgáló, nem kötelező érvényű javaslatok kibocsátására. Az RLB 1921-ben a munkavállalók béreinek tizenkét százalékos csökkentését rendelte el, ami az 1922-es országos vasutassztrájkhoz vezetett. A sztrájknak bírósági végzés vetett véget. A Kongresszus 1926-ban elfogadta a vasúti munkaügyi törvényt, hogy orvosolja az RLB eljárásainak hiányosságait.
A kongresszus a 20. század folyamán további vasúti dolgozók biztonságáról szóló törvényekkel egészítette ki a törvényhozást.:16–25 E jogszabályok közül jelentős az 1970. évi Szövetségi Vasúti Biztonsági Törvény, amely az FRA-t széleskörű felelősséggel ruházta fel a vasúti biztonság minden aspektusára vonatkozóan, és kiterjesztette az ügynökség hatáskörét az összes vasútra, mind az államközi, mind az államon belüli vasútra.

## Az amerikai gazdaságra és társadalomra gyakorolt hatás
Henry Adams történész szerint a vasúthálózatnak szüksége volt:
egy nemzedék energiáit, mert szükség volt az összes új gépezet létrehozására - tőke, bankok, bányák, kohók, üzletek, erőművek, műszaki ismeretek, gépesített népesség, valamint a társadalmi és politikai szokások, eszmék és intézmények folyamatos átalakítására, hogy azok illeszkedjenek az új léptékhez és az új körülményekhez. Az 1865 és 1895 közötti nemzedék már zálogot jelentett a vasútnak, és ezt senki sem tudta jobban, mint maga a nemzedék. A hatást öt szemponton keresztül lehet vizsgálni: szállítás, pénzügyek, vezetés, karrier és népi reakció.

### Teher- és személyszállítás
Először is rendkívül hatékony hálózatot biztosítottak az áru- és személyszállításhoz egy nagy országos piacon. Az eredmény átalakító hatású volt a gazdaság legtöbb ágazatára, beleértve a feldolgozóipart, a kis- és nagykereskedelmet, a mezőgazdaságot és a pénzügyeket. A gyors kommunikációt biztosító távíróval kiegészülve az Egyesült Államoknak most már gyakorlatilag Európa méretű integrált nemzeti piaca volt, belső korlátok és vámok nélkül, amelyet közös nyelv, pénzügyi rendszer és közös jogrendszer támogatott. A vasutak először kiegészítették, majd nagyrészt felváltották a korábbi közlekedési módokat, a folyókon és csatornákon közlekedő hajókat és a part menti óceáni forgalmat. A nagy hatékonyságú északi vasutak jelentős szerepet játszottak a polgárháború megnyerésében, míg a túlterhelt déli vonalak összeomlottak a leküzdhetetlen kihívás előtt. A 19. század végén csővezetékek keltek versenyre az olajkereskedelemben a vasúttal, a 20. században pedig megjelent a teherautó és a repülőgép.

### A magán pénzügyi rendszer alapja
A magán (nem kormányzati) pénzügyi rendszer alapját a vasutak finanszírozása jelentette. A vasútépítés sokkal drágább volt, mint a gyárak vagy a csatornák építése. A híres Erie-csatorna, amely 300 mérföld (480 km) hosszú volt New York állam északi részén, 7 millió dollár állami pénzbe került, ami körülbelül annyi volt, mint amennyit a magánbefektetők egy rövid vasútvonalra költöttek Massachusetts nyugati részén. Egy új gőzhajó a Hudson, a Mississippi, a Missouri vagy az Ohio folyókon körülbelül annyiba került, mint egy mérföldnyi sínpálya.
1860-ban a vasúti részvények és kötvények együttes állománya 1,8 milliárd dollár volt; 1897-ben elérte a 10,6 milliárd dollárt (szemben az 1,2 milliárd dolláros teljes államadóssággal).
1897-ben a finanszírozás az egész északkeleti országrészből és Európából, különösen Nagy-Britanniából érkezett befektetőktől. 1860-ban a szövetségi kormány nem adott pénzt más vasutaknak. Azonban néhány nyugati vasúttársaságnak ingyen biztosította a még nem elfoglalt földterületeket, hogy eladhassák a farmereknek, és hogy legyenek vásárlóik az útvonal mentén. Némi készpénz érkezett államoktól, vagy olyan helyi önkormányzatoktól, amelyek a pénzt tőkeáttételként használták, hogy megakadályozzák, hogy a fővonal megkerülje őket. A nagyobb hang a déli államokból érkezett a rekonstrukciós korszakban, ahogy megpróbálták újjáépíteni a tönkrement vasúti rendszerüket. Néhány állam, mint Maine és Texas, földtámogatásokat is adott a helyi vasutaknak; az államok összesen 49 millió hektárt adtak. A kialakulóban lévő amerikai pénzügyi rendszer a vasúti kötvényeken alapult. Boston volt az első központ, de 1860-ra New York lett a domináns pénzügyi piac. A britek világszerte nagy összegeket fektettek be a vasutakba, de sehol sem többet, mint az Egyesült Államokban; 1914-re az összeg mintegy 3 milliárd dollárra rúgott. 1914-1917-ben felszámolták amerikai vagyonukat, hogy kifizessék a háborús ellátmányt.

### A modern menedzsment feltalálása
A harmadik dimenzió a komplex irányítási rendszerek tervezése volt, amelyek sokkal bonyolultabb egyidejű kapcsolatokat tudtak kezelni, mint amilyenekről egy helyi gyáros álmodhatott, aki órák alatt saját gyárának minden részét be tudta járni. Az építőmérnökök lettek a vasutak felsővezetői. A vezető újítók a massachusettsi Western Railroad és a Baltimore and Ohio Railroad voltak az 1840-es években, az Erie Railroad az 1850-es években és a Pennsylvania Railroad az 1860-as években.
Egy súlyos baleset után a massachusettsi Western Railroad olyan rendszert vezetett be, amelyben a kerületi vezetők és a diszpécserek felelősek a vonatok mozgásának nyomon követéséért. A fegyelem elengedhetetlen volt - mindenkinek pontosan be kellett tartania a szabályokat a balesetek megelőzése érdekében. A döntéshozatali hatásköröket szét kellett osztani a biztonság érdekében, és zsonglőrködni kellett az egyetlen vágányon mindkét irányban közlekedő számos vonat bonyolultságával, betartva a menetrendet, amelyet könnyen megzavarhatott az időjárás, mechanikai meghibásodás, vízmosás vagy egy elkóborló tehén elütése. Ahogy a vonalak egyre hosszabbak lettek, és egyre több járat indult tucatnyi különböző állomásról, a Baltimore and Ohio Railroad bonyolultabb rendszert hozott létre, amely elválasztotta a pénzügyeket a napi működéstől. Az Erie Railroadnak az egyre növekvő versennyel szembenézve alacsonyabb ajánlatokat kellett tennie az áruszállításra, és naponta tudnia kellett, hogy mennyibe kerül nekik egy-egy vonat. A statisztika volt a választott fegyver. Az 1860-as évekre a Pennsylvania Railroad - a világ legnagyobb vasúttársasága - John Edgar Thomson 1852-1874-es elnöklete alatt további előrelépéseket tett a bürokrácia alkalmazásában. A rendszert több földrajzi részlegre osztotta, amelyek mindegyike naponta jelentett egy philadelphiai főfelügyelőnek. Az összes amerikai vasúttársaság másolta egymást az új menedzseri előrelépésekben, és az 1870-es évekre az ipari területen feltörekvő nagyvállalatok szintén lemásolták a vasúti modellt.

### Karrierlehetőségek
A negyedik dimenzió a munkaerő irányítása volt, mind a munkás-, mind pedig a hivatalnokoké. A vasútépítés olyan karrierré vált, amelybe a fiatal férfiak 18-20 éves korukban léptek be, és egész életüket általában ugyanazon a vonalon töltötték. A fiatalemberek a síneken kezdhettek el dolgozni, fűtővé válhattak, és felküzdhették magukat a mozdonyvezető pozícióig. A fűtőházak gépészeti világának is megvoltak a maga karrierpályái. Egy tipikus karrierút szerint egy fiatalembert 18 évesen műhelymunkásként vettek fel, 24 évesen szakképzett szerelővé léptették elő, 25 évesen fékezővé, 27 évesen teherkonduktorrá, 57 évesen pedig kalauzzá/jegykezelővé léptették elő. Nőket nem vettek fel.
A fehérgalléros karrierutak szintén kirajzolódtak. A képzett fiatalemberek irodai vagy statisztikai munkakörben kezdtek, és a divíziós vagy központi központokban állomásügynökök vagy bürokraták lettek. Minden egyes szinten egyre több tudástapasztalattal és emberi tőkével rendelkeztek. Őket nagyon nehéz volt pótolni, és gyakorlatilag garantált volt az állandó munkahelyük, valamint biztosítva volt a biztosítás és az orvosi ellátás. A felvételt, az elbocsátást és a béreket nem a művezető, hanem a központi adminisztrátorok határozták meg, hogy a kivételezés és a személyi konfliktusok minimálisra csökkenjenek. Minden a szabályok szerint történt, és egyre bonyolultabb szabályrendszer mondta meg mindenkinek, hogy pontosan mit kell tennie minden körülmények között, és pontosan megmondta, hogy mi lesz a rangja és a fizetése. Azok a fiatalemberek, akiket az 1840-es és 1850-es években vettek fel először, 40 vagy 50 évvel később mentek nyugdíjba ugyanattól a vasúttól. Hogy visszatartsák őket attól, hogy más vállalathoz menjenek, nyugdíjazásukkor nyugdíjat ígértek nekik. Valójában a vasutak találták fel az amerikai nyugdíjrendszert.

### A vasúttal kapcsolatos korai hozzáállás
Minden város támogatói lázasan dolgoztak azon, hogy a vasút megvalósuljon, mert tudták, hogy városi álmaik ettől függenek. A vasút mechanikus mérete, kiterjedése és hatékonysága mély benyomást tett; az emberek vasárnapi ruhájukban mentek le a végállomásra, hogy megnézzék a vonat érkezését. David Nye szerint:
A vasút meglepő bevezetése ebbe a mezőgazdasági társadalomba olyan vitát váltott ki, amely hamarosan lelkes egyetértésre jutott abban, hogy a vasút fenséges, és hogy segíteni fog a nemzet egyesítésében, méltóságteljessé tételében, bővítésében és gazdagításában. A republikanizmus nyilvános ünneplésének részévé váltak. A retorika, a forma és a polgári ünnepségek központi alakjai megváltoztak, hogy alkalmazkodjanak e technológia behatolásához... [1828 és 1869 között] az amerikaiak integrálták a vasutat a nemzetgazdaságba, és a fenségesbe foglalták.
Az utazás sokkal könnyebbé, olcsóbbá és gyakoribbá vált. A kisvárosok vásárlói egynapos kirándulásokat tehettek a nagyvárosi boltokba. Szállodák, üdülőhelyek és turisztikai látványosságok épültek, hogy kielégítsék a keresletet. A felismerés, hogy bárki vehet jegyet egy ezer mérföldes útra, erőt adott. Gary Cross és Rick Szostak történészek szerint:
Az utazás szabadságával együtt a nemzeti identitás érzése is erősödött, és csökkent a regionális kulturális sokszínűség. A parasztgyerekek könnyebben megismerkedhettek a nagyvárossal, a keletiek pedig könnyebben látogathatták meg a nyugatot. Nehéz elképzelni a kontinentális méretű Egyesült Államokat a vasút nélkül.
A mérnökök mintapolgárokká váltak, akik a gazdaság minden szakaszába, valamint a helyi és az országos kormányzatba is bevitték tenni akarásukat és szisztematikus munkabírásukat. 1910-re a nagyvárosok pompás, palotaszerű vasútállomásokat építettek, mint például a New York-i Pennsylvania Stationt és a washingtoni Union Stationt.
A regényírók és költők már az 1830-as években elkezdtek azon bosszankodni, hogy a vasútvonalak tönkreteszik az amerikai táj rusztikus vonzerejét. Az 1840-es évekre egyre nagyobb aggodalomra adtak okot a szörnyű balesetek, amikor a száguldó vonatok a tehetetlen fából készült kocsikba ütköztek. Az 1870-es évekre a vasutakat a nyugati farmerek szidalmazták, akik magukévá tették a Granger-mozgalom témáját, miszerint a monopolisztikus fuvarozók túl nagy árképzési hatalommal rendelkeznek, és hogy az állami törvényhozásoknak maximális árakat kell előírniuk. A helyi kereskedők és szállítmányozók támogatták a követelést, és elfogadtattak néhány "Granger-törvényt". A vasútellenes panaszokat hangosan ismételték a 19. század végi politikai retorikában. Az erős tarifarögzítő szövetségi szerv létrehozásának gondolata a progresszív korszakban valósult meg, elsősorban a hajózási érdekek koalíciója révén.
A vasúttörténészek az 1906-os Hepburn-törvényt, amely az ICC-t felruházta a maximális vasúti tarifák megállapítására vonatkozó hatáskörrel, a vasút hosszú távú jövedelmezőségére és növekedésére mért káros csapásként értékelik. 1910 után a vasúttársaságoknak szembe kellett nézniük a feltörekvő teherautó-iparral, amellyel a teherszállításban, valamint a személyszállításban az autókkal és az autóbuszokkal kellett versenyezniük.:348–64

## A vasút környezetvédelmi története
A vasút a megnövekedett szállítási kapacitás révén a környezet természetes tendenciáit is megzavarta. A vasút az egész Egyesült Államokban lehetővé tette az áruk és emberek gyorsabb és hatékonyabb szállítását, ami korábban nem volt elérhető. A mezőgazdaság, az állatok, a katonák, az áruk és a természeti erőforrások mostantól sokkal rövidebb idő alatt tudtak nagy távolságokat megtenni. Ennek eredményeképpen olyan dolgok, amelyeket korábban nem takarítottak be, mint például bizonyos szántóföldek vagy állatállományok, most már hasznosíthatók voltak.

### A bölényállományra gyakorolt hatás

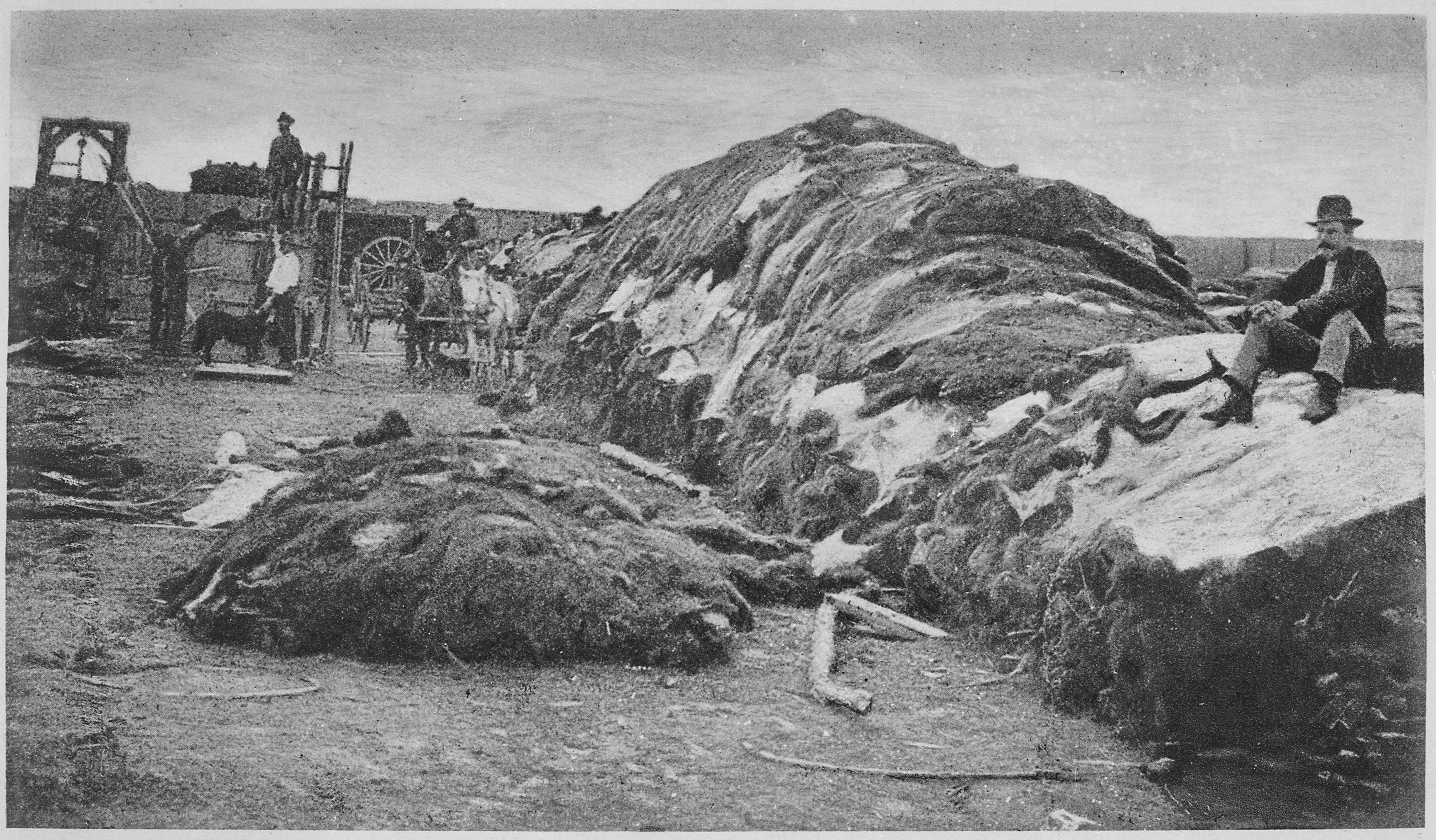
Egy bölénybőr-kereskedés a kansasi Dodge Cityben, 1878-ban.

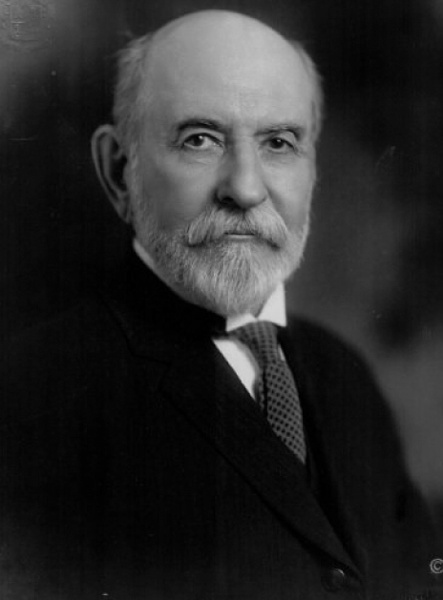
Willam Hornaday, a 19. század egyik vezető természetvédője

A 19. század első felében Amerika középnyugati államaiban bőségesen voltak bölénycsordák, de az amerikai nép a Manifest Destiny révén drasztikusan megváltoztatta az amerikai tájat. Az amerikai polgárháború előtt 8 millió bölény kóborolt szabadon, de a háború után már csak 4-6 millió maradt, mert a bölények bőre országszerte értékessé vált, és a házi lovak és szarvasmarhák elkezdték elfoglalni ugyanazt a helyet és legelni ugyanazt a földet, mint a bölények. William Hornaday, az amerikai bölények befolyásos zoológusa és tanulmányozója azt írta, hogy "amint a vasút áthaladt a bölényvidéken, megkezdődött a mészárlás". A vasutak hatására megindult a bölényfogyasztás, mert a vadászok és üzletemberek el tudták szállítani a bölények egy részét az ország távoli részeibe, ahol nagy volt a kereslet. Korábban nem volt nyereséges a bölény kereskedelmi forgalomba hozatala, mert a bőrt, a húst és a csontokat sokkal hosszabb ideig tartott volna eljuttatni a rendeltetési helyükre. Mivel a vasút sokkal gyorsabbá tette a szállítást, most már elérhető volt, hogy az emberek pénzt csináljanak a középnyugati síkságok végtelennek tűnő nyersanyagából: a bölényből. A bölények tömeges vadászata az új vasútvonalaknak köszönhetően olyan szélsőséges volt, hogy a farkasok nem tudták elfogyasztani az összes hátrahagyott tetemet.
A gyorsan csökkenő bölényállomány következtében a munkahelyteremtés révén gazdasági lehetőségek nyíltak meg. A férfiak a síkságokon bölényvadászattal és -nyúzással, valamint az értékes bölénybőrök szállítására használt vasúti infrastruktúra karbantartásával szereztek munkát.

## A vasúttársaságok aktív vonalhossza régiónként
Forrás: United States Census Bureau, Report on Transportation Business in the United States at the Eleventh Census 1890, pg. 4.
| A vasúttársaságok aktív vonalhossza régiónként                              |      |      |      |        |        |        |         |
| Régió                                                                       | 1830 | 1840 | 1850 | 1860   | 1870   | 1880   | 1890    |
| Új-Anglia (ME, NH, VT, MA, RI, CT)                                          | 30   | 513  | 2596 | 3644   | 4273   | 5888   | 6718    |
| Kelet (NY, PA, OH, MI, IN, MD, DE, NJ, DC)                                  |      | 1484 | 3740 | 11927  | 18292  | 28155  | 40826   |
| Dél (VA, WV, KY, TN, MS, AL, GA, FL, NC, SC)                                | 10   | 737  | 2082 | 7908   | 10 610 | 14 458 | 27 833  |
| Középnyugat (IL, IA, WI, MO, MN)                                            |      |      | 46   | 4951   | 11 031 | 22 213 | 35 580  |
| South Central (LA, AR, OK/Indian Territory)                                 |      | 21   | 107  | 250    | 331    | 1 621  | 5154    |
| Nyugat (ND, SD, NM, WY, MT, ID, UT, TX, AZ, NE, KS, TX, CO, CA, NV, OR, WA) |      |      |      | 239    | 4 578  | 15 466 | 47 451  |
| Összesen                                                                    | 40   | 2755 | 8571 | 28 920 | 49 168 | 87 801 | 163 562 |

## Fordítás
- Ez a szócikk részben vagy egészben  a   History of rail transportation in the United States című angol Wikipédia-szócikk ezen változatának fordításán alapul.  Az eredeti cikk szerkesztőit annak laptörténete sorolja fel. Ez a jelzés csupán a megfogalmazás eredetét és a szerzői jogokat jelzi, nem szolgál a cikkben szereplő információk forrásmegjelöléseként.

### Szakkönyvek
- Bryant, Keith L., ed. Railroads in the Age of Regulation, 1900–1980 (1988); part of Encyclopedia of American business history and biography; 500+ pages each with coverage of entrepreneurs, corporations, and technologies, Plus specialized bibliographies
- Frey, Robert L., ed. Railroads in the Nineteenth Century (1988); part of Encyclopedia of American business history and biography; 500+ Pages each with coverage of entrepreneurs, corporations, and technologies, Plus specialized bibliographies
- Hayes, Derek. Historical atlas of the North American railroad (2010); 400 historical maps
- Hubbard, Freeman H. (1981). Encyclopedia of North American railroading: 150 years of railroading in the United States and Canada. (New York: McGraw-Hill). ISBN 9780070308282.
- Nock, O.S., ed. Encyclopedia of Railways (London, 1977), worldwide coverage, heavily illustrated
- Riley, C. J. The Encyclopedia of Trains & Locomotives (2002)
- Stover, John. The Routledge historical atlas of the American railroads (1999) online

### Tudományos tanulmányok
- Callen, Zachary. Railroads and American Political Development: Infrastructure, Federalism, and State Building (UP of Kansas, 2016) xii, 257 pp.
- Chandler, Alfred D., ed. The Railroads: The Nation's First Big Business – Sources and Readings. (1981).
- Chandler, Alfred D.  The Visible Hand: The Managerial Revolution in American Business.  (1977).
- Churella, Albert J. (2013), "The Pennsylvania Railroad, Volume 1", The Pennsylvania Railroad, Volume 1: Building an Empire, 1846–1917, University of Pennsylvania Press, ISBN 9780812243482
- Deverell, William (1994). Railroad Crossing: Californians and the Railroad, 1850–1910. (Berkeley, CA: University of California Press). ISBN 9780520205055.
- Ducker, James H. (1982). Men of the steel rails: Workers on the Atchison, Topeka & Santa Fe Railroad, 1869–1900.
- American Railroads: Decline and Renaissance in the Twentieth Century. Cambridge, Massachusetts: Harvard University Press (2014. július 27.). ISBN 9780674725645
- Grant, H. Roger. Railroads and the American People (2012) excerpt and text search
- Jenks, Leland H. (1944). "Railroads as an Economic Force in American Development," The Journal of Economic History, Vol. 4, No. 1 (May, 1944), 1–20. JSTOR 2113700.
- Kirkland, Edward Chase (1948). Men, Cities and Transportation, A Study of New England History 1820–1900. (2 vol.) Harvard University Press.
- Klein, Maury (1997). The Life and Legend of Jay Gould Johns Hopkins University Press. ISBN 9780801857713.
- Klein, Maury (2000). The Life & Legend of E. H. Harriman (2000) University of North Carolina Press. ISBN 0-8078-2517-4. Online edition. Archiválva 2011. június 4-i dátummal a Wayback Machine-ben
- Marrs, Aaron W. Railroads in the Old South: Pursuing Progress in a Slave Society (2009) excerpt and text search
- Martin, Albro. James J. Hill and the Opening of the Northwest (1990) excerpt and text search
- Martin, Albro. Railroads Triumphant: The Growth, Rejection, and Rebirth of a Vital American Force (1992) excerpt and text search; wide-ranging overview
- Meyer, B.H. and Caroline E. MacGill. History of Transportation in the United States before 1860 (1917). pp 366–72 online Archiválva 2016. január 10-i dátummal a Wayback Machine-ben; 698pp; Encyclopedic coverage; railroads by state pp 319–550; Google edition
- Middleton, William D. ed. (2007). Encyclopedia of North American Railroads. Indiana University Press. ISBN 9780253349163.
- Miner, Craig. A Most Magnificent Machine: America Adopts the Railroad, 1825–1862  (University Press of Kansas; 2010) 325 pages; Documents the enthusiasm that accompanied the advent of the railroad system
- Nice, David C.  Amtrak: The History and Politics of a National Railroad (1998) online edition Archiválva 2011. június 4-i dátummal a Wayback Machine-ben
- Lamb, J. Parker. "A Macro-scale Look at Railroad History." Railroad History (Fall/Winter 2012), Issue 207, pp 78–89.
- Riegel, Robert Edgar. The Story of the Western Railroads (1926) online edition Archiválva 2011. június 4-i dátummal a Wayback Machine-ben
- Saunders, Richard. Main lines: Rebirth of the North American railroads, 1970–2002 (Northern Illinois University Press, 2003).
- Stover, John. History of the Illinois Central Railroad (1975)
- Stover, John. Iron Road to the West: American Railroads in the 1850s (1978) online
- Stover, John. The Routledge historical atlas of the American railroads (1999) online
- Ward,  James Arthur. J. Edgar Thomson: Master of the Pennsylvania (1980) 265 pages
- Ward, James A. "Power and Accountability on the Pennsylvania Railroad, 1846–1878." Business History Review 1975 49(1): 37–59. in JSTOR
- White, Richard. Railroaded: The Transcontinentals and the Making of Modern America (2011) excerpt and text search
- Wolmar, Christian. The Great Railroad Revolution: The History of Trains in America (2012), survey to 2012; emphasis on 19th century; 448pp excerpt and text search

#### Polgárháború
- Bacon, Benjamin (1997) Sinews of War: How Technology, Industry and Transportation Won the Civil War. Novato: Presidio Press. ISBN 0-89141-626-9.
- Bailey, Joe R. "Union Lifeline in Tennessee: A Military History of the Nashville and Northwestern Railroad," Tennessee Historical Quarterly (2008) 67#2 pp. 106–123 in JSTOR
- Black III, Robert C. "Railroads in the Confederacy." Civil War History (1961) 7#3 pp: 231–238. online
- Black, III, Robert C. The Railroads of the Confederacy (1952) excerpt and text search
- Clark, John Elwood. Railroads in the Civil War: The Impact of Management on Victory and Defeat (LSU Press, 2001)
- Cotterill, R. S. "The Louisville and Nashville Railroad 1861–1865," American Historical Review (1924) 29#4 pp. 700–715 in JSTOR
- Fish, Carl Russell. "The Northern Railroads, April, 1861," The American Historical Review, 22#4 (1917), pp. 778–793 JSTOR 1836240; old but still valuable
- Fite, Emerson David. Social and industrial conditions in the North during the Civil War (1910) online edition, old but still quite useful
- Gabel, Christopher R. (1977) Railroad Generalship: Foundations of Civil War Strategy. US Army Command and General Staff College, Fort Leavenworth, KS. Combat Studies Institute.
- Gabel, Christopher Richard. Rails to Oblivion: The Decline of Confederate Railroads in the Civil War [archivált változat]. Combat Studies Institute, US Army Command and General Staff College (2002). Hozzáférés ideje: 2023. április 6. [archiválás ideje: 2014. április 29.]
- Gordon, Ralph C. "Hospital Trains of the Army of the Cumberland." Tennessee Historical Quarterly 51.3 (1992): 147+
- Lash, Jeffrey N. "Joseph E. Johnston and the Virginia Railways, 1861–62." Civil War History 35.1 (1989): 5–27. online
- Lash, Jeffrey N. Destroyer of the Iron Horse: General Joseph E. Johnston and Confederate Rail Transport. 1861–65 (1991).
- Leignadier, Victoria A. "Railroads in the Civil War: A Strategic Perspective' (Army War College 2001) online[halott link].
- Lord, Francis Alfred. Lincoln's railroad man: Herman Haupt (1969).
- Hodges, Robert R. Jr. (2009) American Civil War Railroad Tactics. Oxford, UK: Osprey Publishing. ISBN 978-1-84603-452-7.
- McGuire, Peter S. "The Railroads of Georgia, 1860–1880." The Georgia Historical Quarterly (1932): 179–213. in JSTOR
- Pickenpaugh, Roger.  Rescue by Rail: Troop Transfer and the Civil War in the West, 1863 (1998)
- Ramsdell, Charles W. "The Confederate Government and the Railroads" The American Historical Review (1917) 22#4  in JSTOR
- Riegel, R.E. "Federal Operation of Southern Railroads during the Civil War." Mississippi Valley Historical Review (1922) 9#2 in JSTOR
- Summers, Festus P.  Baltimore and Ohio in the Civil War. (1939). ISBN 1-879664-13-5.
- Sutton, Robert M. The Illinois Central Railroad in peace and war, 1858–1868 (1948).
- Turner, George E.  Victory Rode the Rails: The Strategic Place of the Railroads in the Civil War (1953), an often-cited survey
- Weber, Thomas. The Northern Railroads in the Civil War, 1861–1865 (1999) online

### Régi tanulmányok
- Clarke, Thomas Curtis (1889). The American Railway: Its Construction, Development, Management, and Appliances (New York: Charles Scribner's Sons). 456 pp. online
- Davis, John Patterson (1894).  Union Pacific Railway: A Study in Railway Politics, History, and Economics. (Chicago: S. C. Griggs and Company). 247 pp.  online
- Dozier, Howard Douglas (1920). A History of the Atlantic Coast Line Railroad. (New York: Houghton Mifflin). 197 pp.
- Flint, Henry M. (1868) Railroads of the United States: Their History and Statistics. (Philadelphia. PA: John E. Potter Co.) 452 pp.
- Johnson, Emory Richard (1908). American Railway Transportation. 2nd rev. ed. (New York: D. Appleton & Co.) 434 pp.
- Moody, John. The Railroad Builders: A Chronicle of the Welding of the States (1919) online edition; popular history
- Raper, Charles Lee. and Arthur Twining Hadley. Railway Transportation: A History of Its Economics and of Its Relation to the State, (1912) 331 pages; complete online at Google

### Történetírás
- Churella, Albert J.: "Company, State, and Region: Three Approaches to Railroad History," Enterprise & Society (2006) 7#3, pp. 581–591
- Klein, Maury: "The Unfinished Business: of American Railroad History," in Klein, Unfinished Business: The Railroad in American Life (1994) pp 166–86

### Magyar nyelven
- Dee Brown: Vasút a vadnyugaton (1977)

### Videó
- Railroads in U.S. History (1830–2010) (2010), set of 4 DVDs, directed by Ron Meyer; #1, "Railroads come to America (1830–1840);" #2, "The First Great Railroad Boom (1841– 1860)"; #3, "A New Era in American Railroading (1861–1870)," #4, "The Second Great Railroad Boom (1871–2010)" further information